# Mława

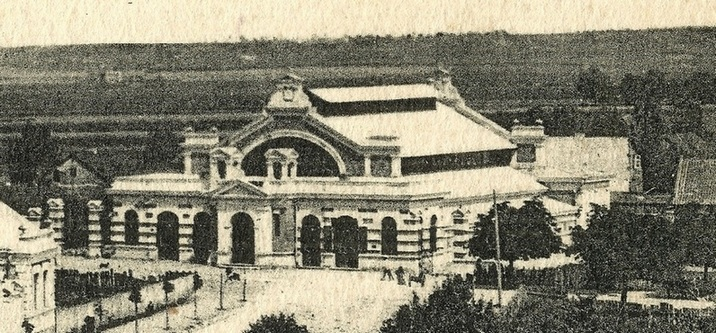
Hala Targowa z 1912 r.

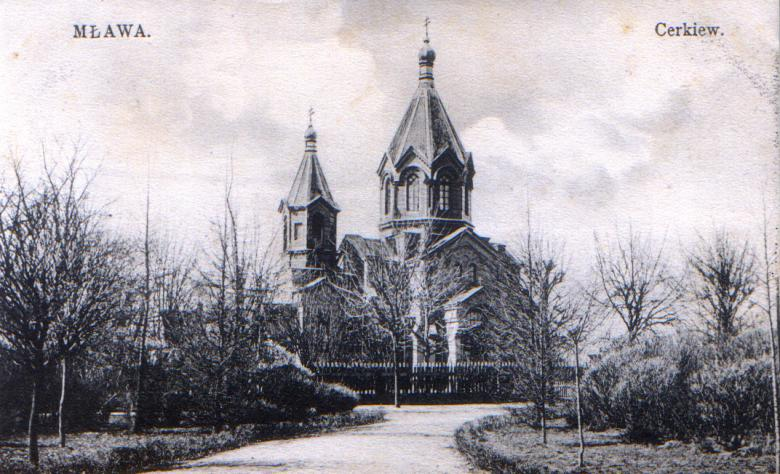
Cerkiew św. Jerzego (1913 r.)

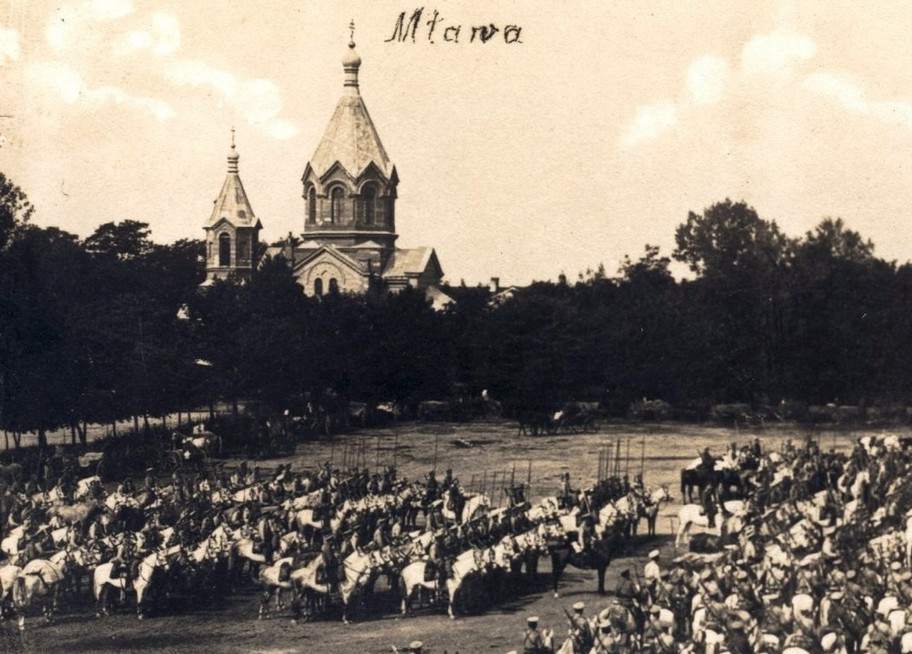
Kawaleria rosyjska przed wyruszeniem na front I wojny światowej (zobacz: bitwa pod Tannenbergiem)

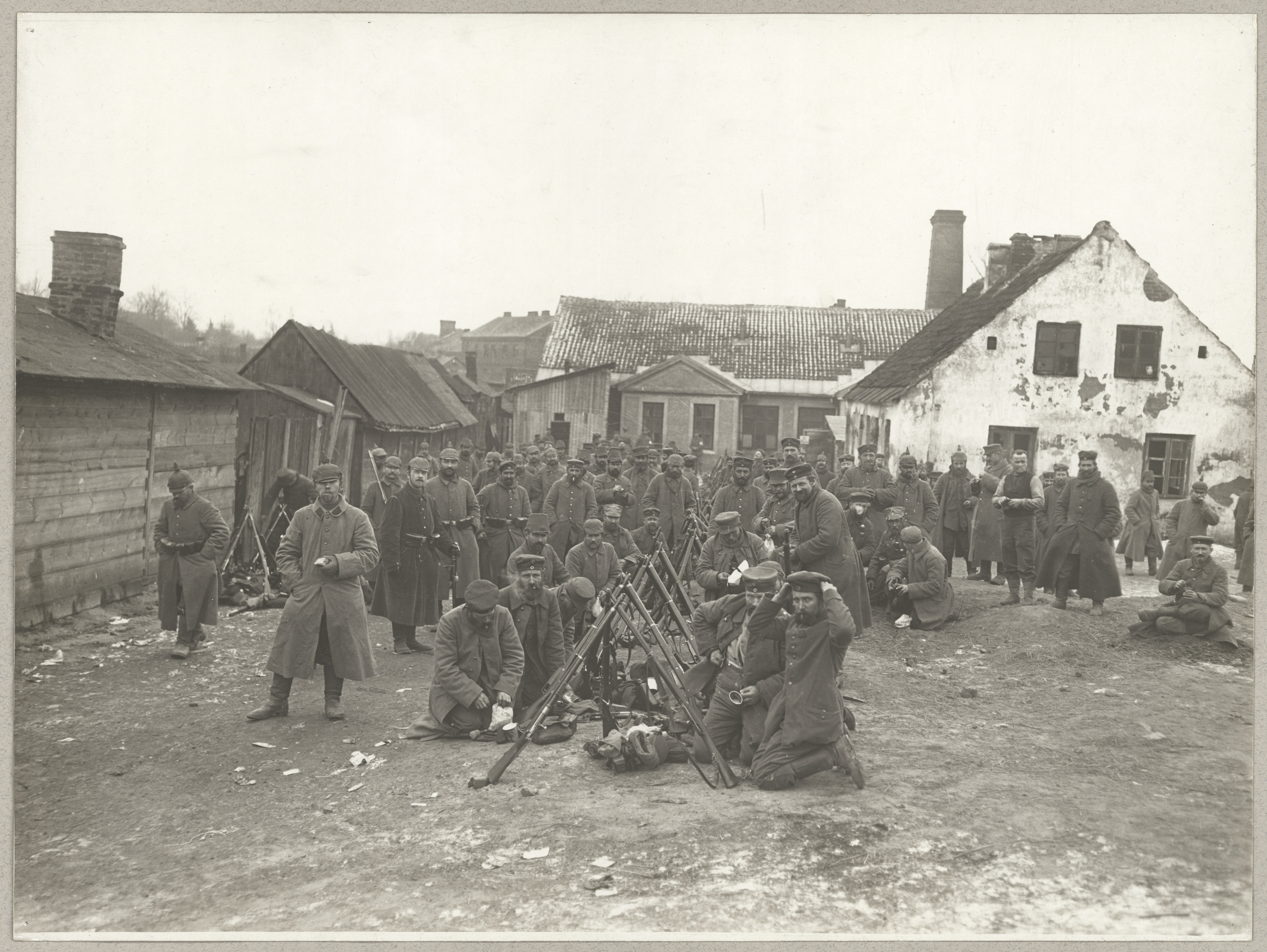
Niemieccy żołnierze w czasie I wojny światowej w Mławie

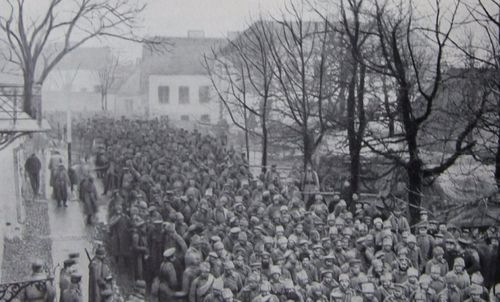
Jeńcy rosyjscy maszerują przez Mławę (okres I wojny światowej)

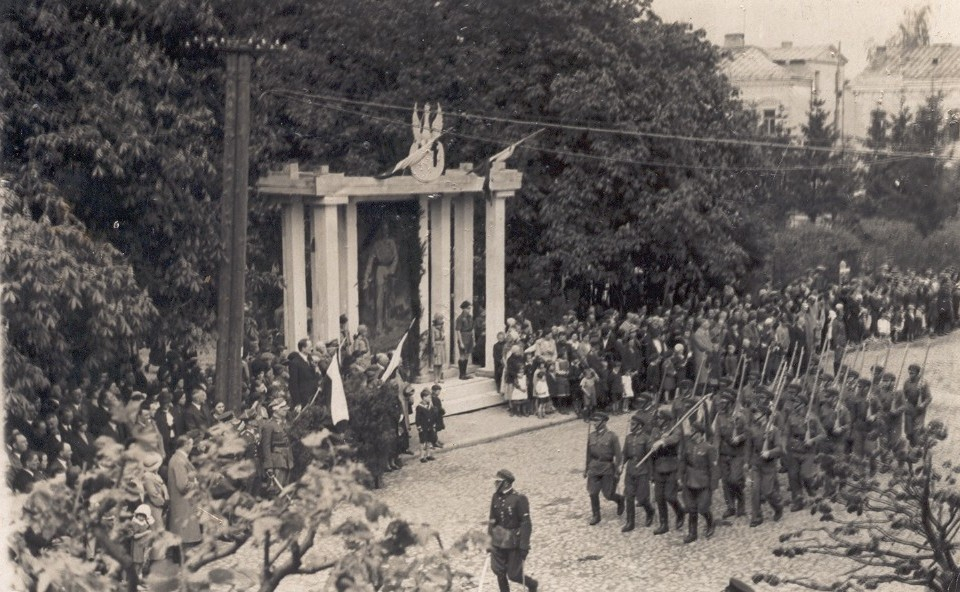
Defilada polskich żołnierzy, XX-lecie międzywojenne

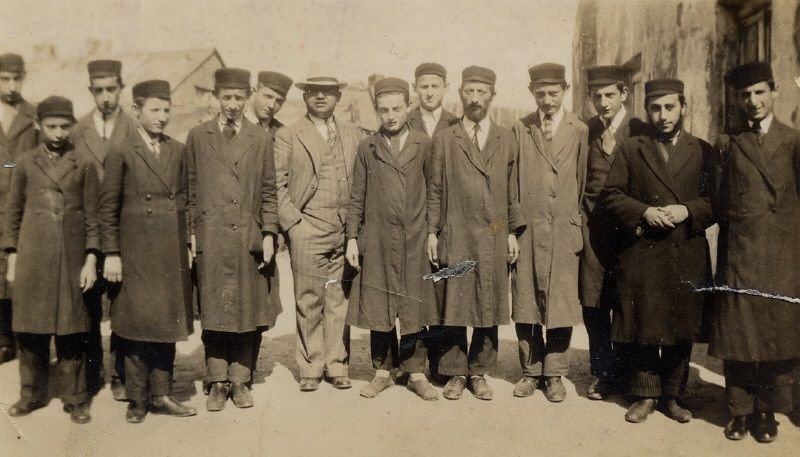
Grupa uczniów szkoły żydowskiej

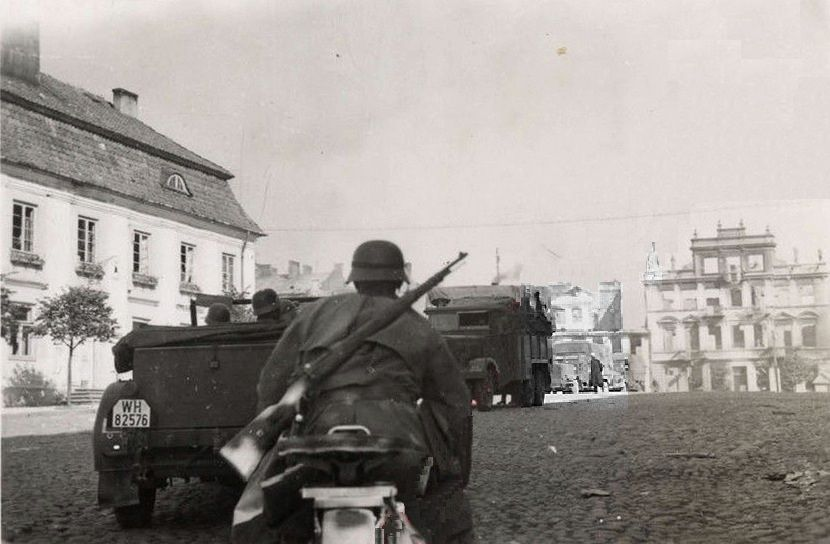
Niemcy zajmują miasto po bitwie mławskiej (wrzesień 1939)

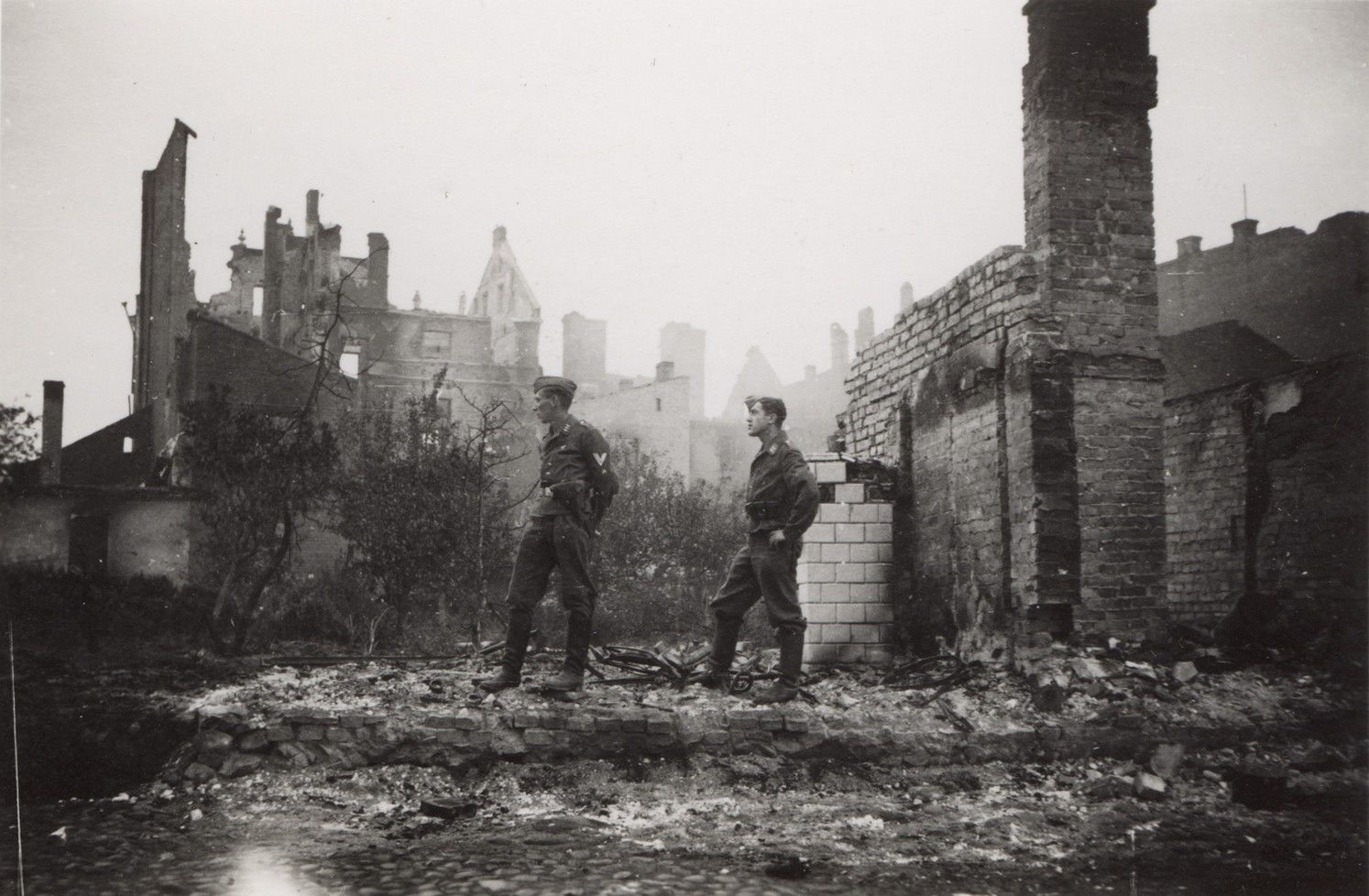
Niemieccy żołnierze oglądają zniszczone zabudowania Mławy (prawdopodobnie wrzesień 1939)

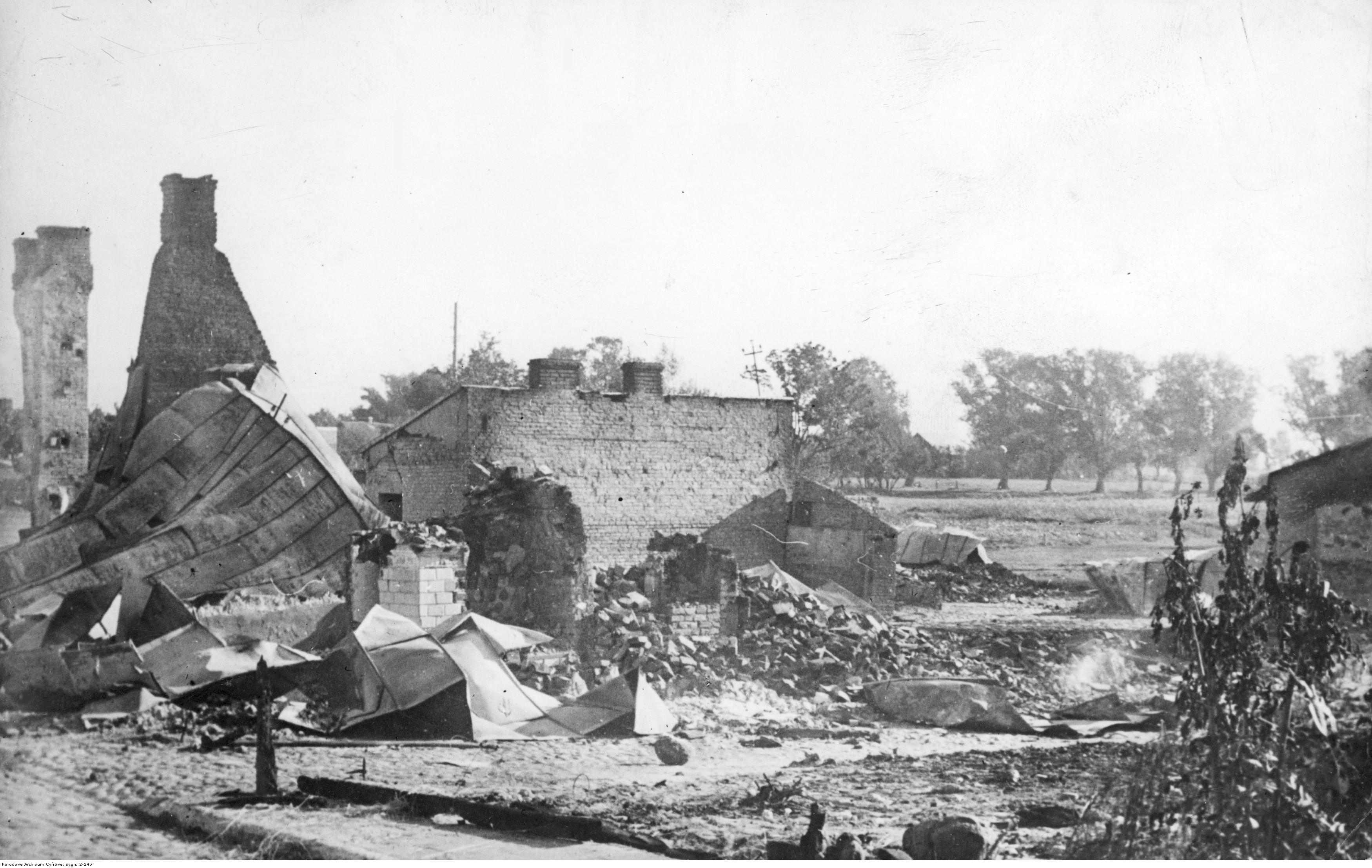
Zniszczony dom mieszkalny w Mławie (wrzesień 1939)

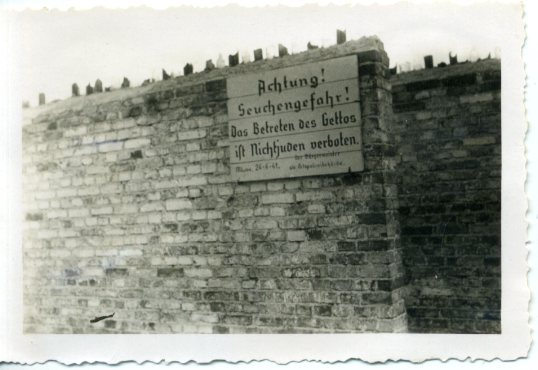
Mur getta w Mławie

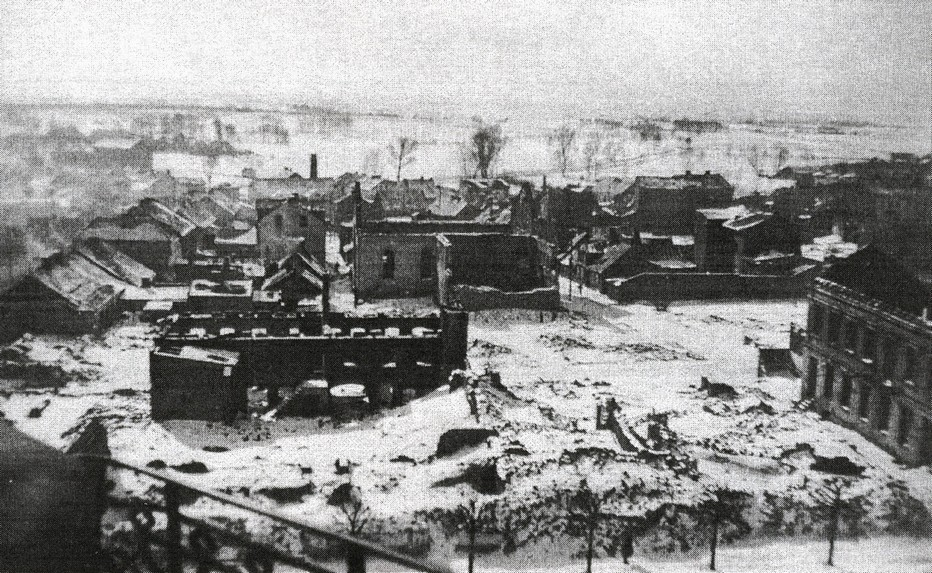
Zrujnowana Mława

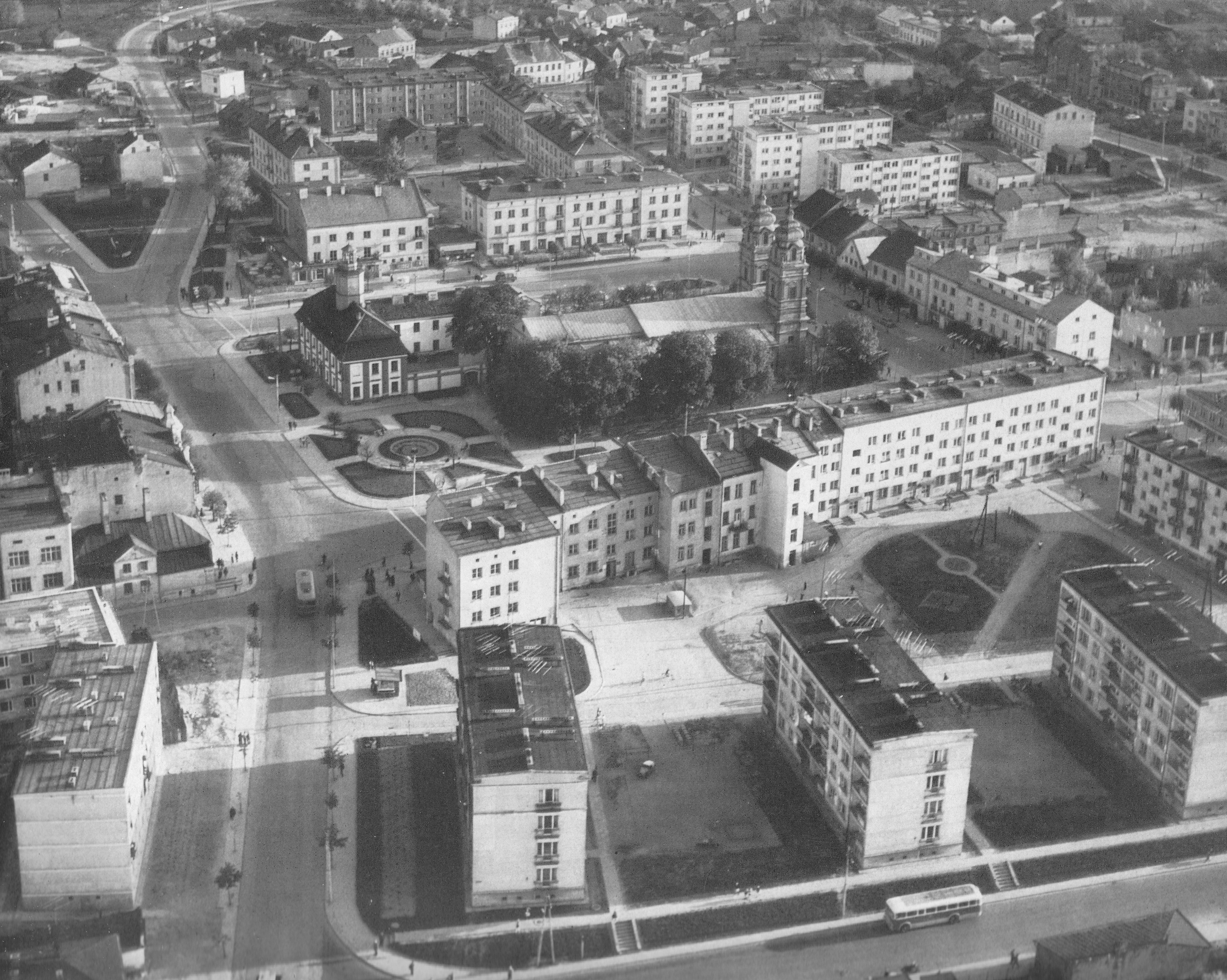
Centrum Mławy w latach 70. XX w.

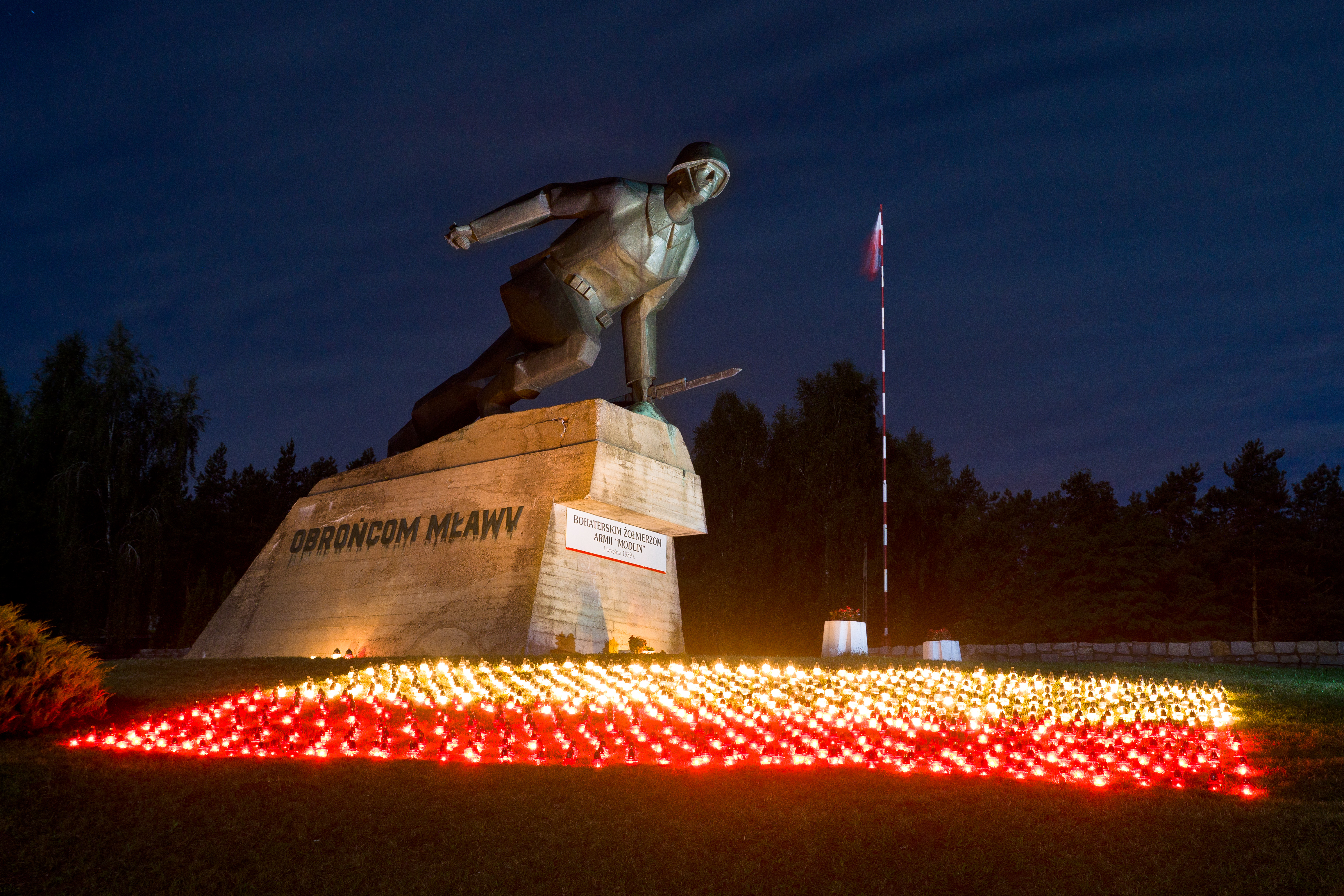
Pomnik Obrońców Mławy

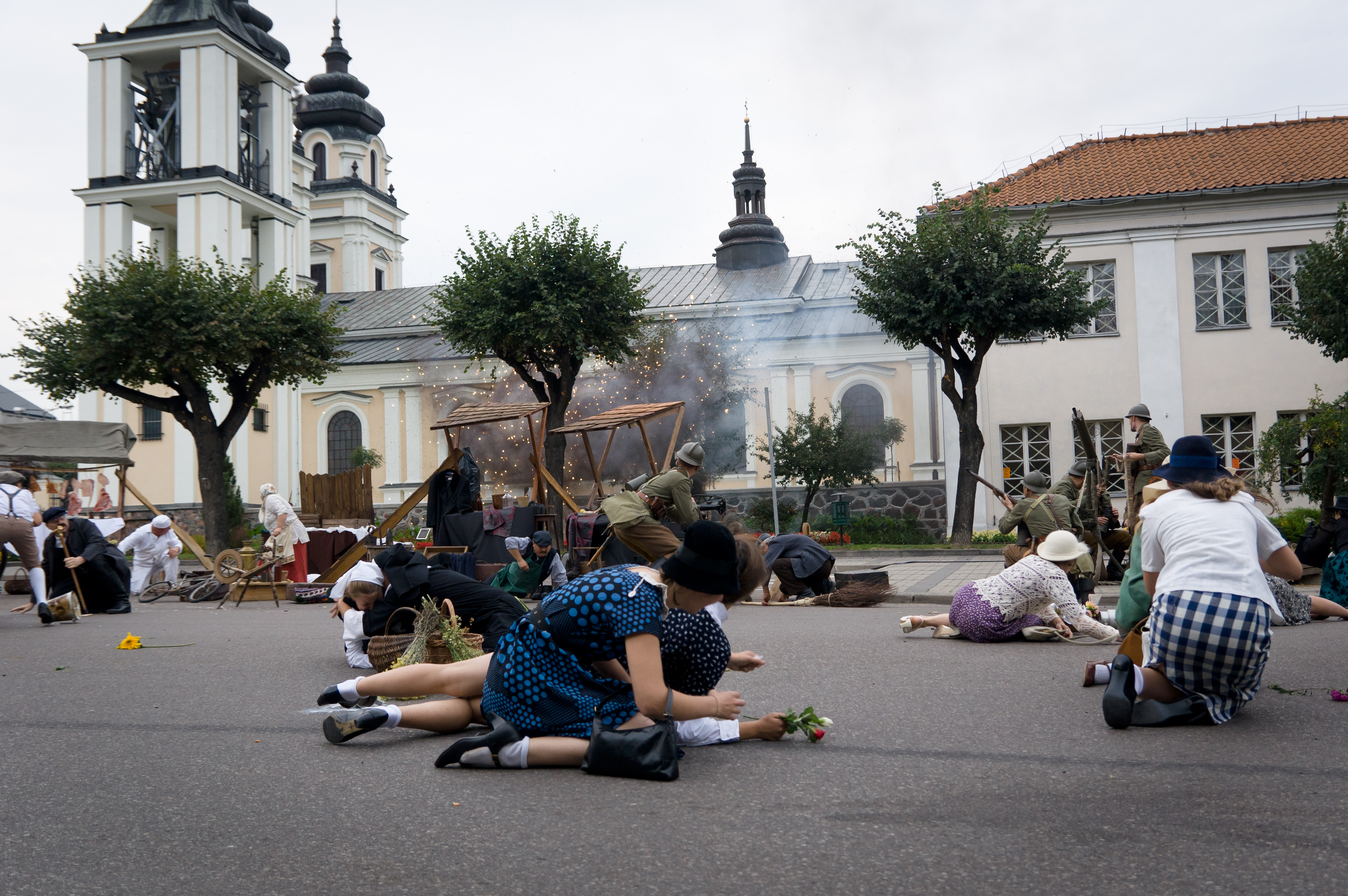
V Rekonstrukcja bitwy pod Mławą. Inscenizacja na Starym Rynku

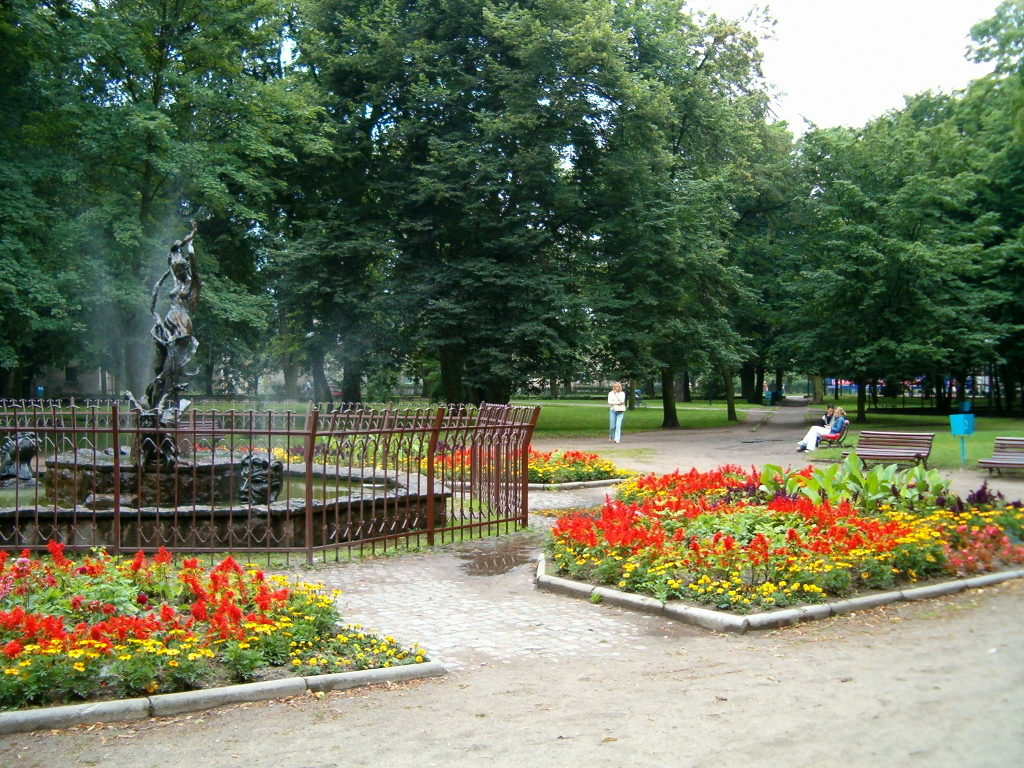
Fragment parku miejskiego w Mławie

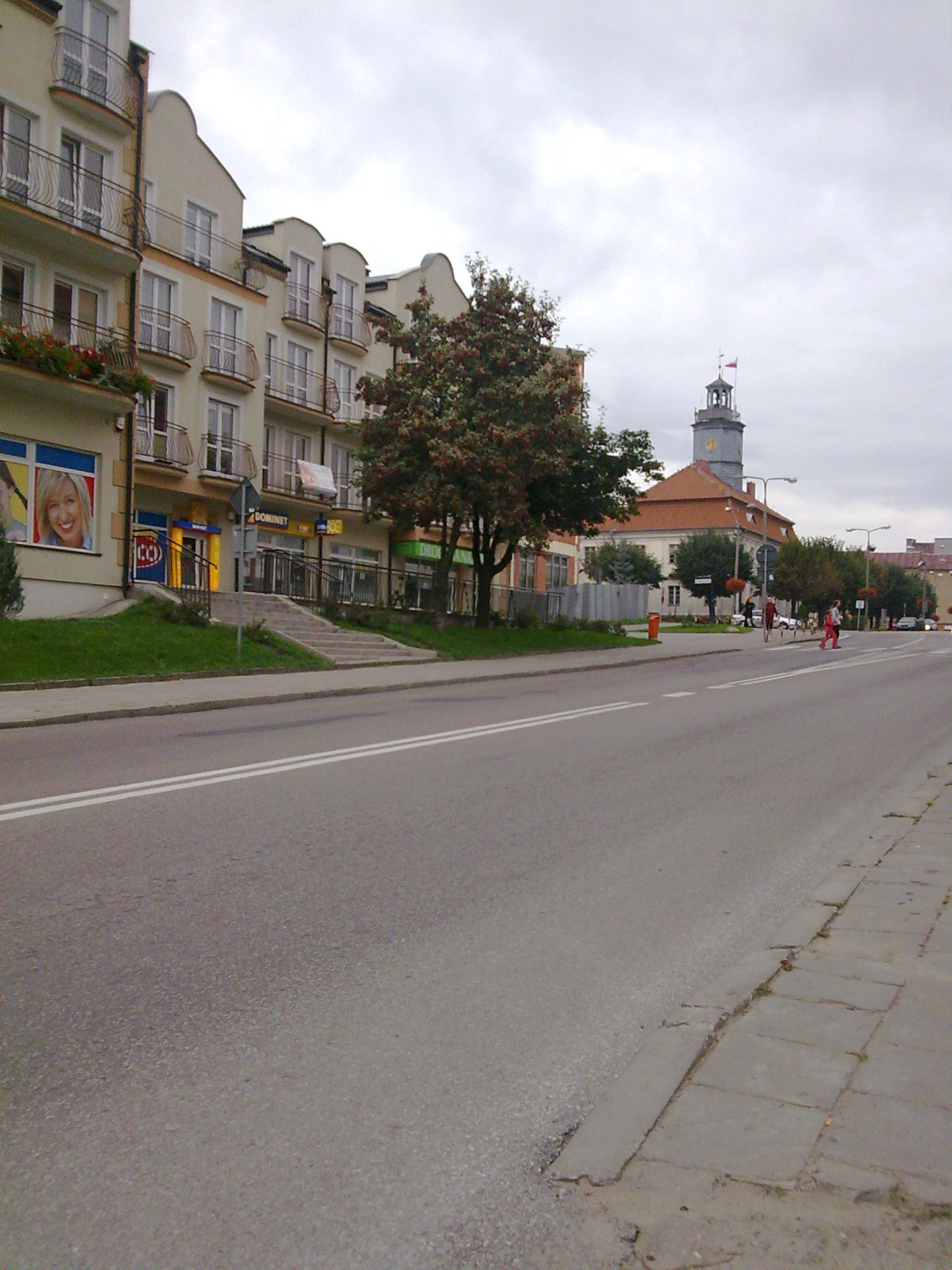
Widok na Ratusz od strony ulicy Warszawskiej

Mława – miasto w Polsce w województwie mazowieckim, siedziba powiatu mławskiego. W latach 1975–1998 miasto administracyjnie należało do województwa ciechanowskiego
Według danych GUS z 1 stycznia 2024 r. miasto liczyło 30 802 mieszkańców, będąc 18. najludniejszym miastem w województwie.

## Położenie
Miasto leży nad rzeką Seracz przy granicy z województwem warmińsko-mazurskim.
Pod względem historycznym Mława leży na Mazowszu i jest jednym z najstarszych miast tego regionu.
Mława była miastem królewskim Korony Królestwa Polskiego w starostwie mławskim w ziemi zawkrzeńskiej województwa płockiego w 1784 roku.
Według regionalizacji fizycznogeograficznej Polski miasto położone jest na pograniczu dwóch mezoregionów: Wzniesienia Mławskiego i Równiny Raciąskiej.
Sąsiednie gminy: Iłowo-Osada, Lipowiec Kościelny, Szydłowo, Wieczfnia Kościelna, Wiśniewo, Dzierzgowo.

### Podział administracyjny
Osiedla:
- Osiedle nr 1 – Śródmieście
- Osiedle nr 2 – Warszawska
- Osiedle nr 3 – Andersa
- Osiedle nr 4 – Wójtostwo
- Osiedle nr 5 – Kościuszki
- Osiedle nr 6 – Kopernika
- Osiedle nr 7 – Przemysłowe
- Osiedle nr 8 – Obrońców Mławy
- Osiedle nr 9 – Wólka
- Osiedle nr 10 – Kozielsk
- Osiedle nr 11 – Piekiełko
- Osiedle nr 12 – Krajewo
- Osiedle nr 13 – Książąt Mazowieckich
- Osiedle nr 14 – Zawkrze
- Osiedle nr 15 – Młodych

## Środowisko naturalne
Według danych z roku 2005 Mława ma obszar 34,86 km², w tym:
- użytki rolne: 54%
- użytki leśne: 24%
- tereny zurbanizowane i zabudowane: 21%
- pozostałe – tereny różne i pod wodą 1%

Miasto stanowi 2,08% powierzchni powiatu.

## Historia

### Kalendarium
- 1426 – 2 lipca trzej książęta mazowieccy: Siemowit V, Trojden II i Władysław I odbywają w Mławie posiedzenie sądu książęcego[8]
- 1429 – 13 lipca nadanie praw miejskich[4]. Książęta mazowieccy, Siemowit, Kazimierz II, Władysław I, nadają Mławie przywilej lokacyjny na prawie chełmińskim[8], na tzw. surowym korzeniu[4]
- 1470 – pierwszy mławianin Jakub, syn Wojciecha z Mławy zapisał się na Akademię Krakowską[8]
- 1477 – prawdopodobny rok wzniesienia pierwszego murowanego kościoła – kościół parafialny na rynku pod wezwaniem św. Trójcy[8][4]
- 1485 – najstarsza (pierwsza) wzmianka o szkole parafialnej i jej nauczycielu, był nim bakałarz Mikołaj[9]
- 1491 – został zatwierdzony przez księcia Janusza II cech szewców w Mławie na prawach szewców w Ciechanowie[9]
- 1495 – Mława przestała być miastem książęcym i została przez króla Jana Olbrachta włączona do ziem Królestwa Polskiego stając się częścią dóbr królewskich[8][4]. Mława została starostwem niegrodzkim[9]
- 1504 – źródła historyczne[doprecyzuj!] wymieniają pierwszego znanego burmistrza Mławy, którym jest Piotr Czychwlas[8]
- 1507 – pierwsze świadectwo istnienia osiedla żydowskiego w Mławie[10].
- 1521 – podczas wojny pruskiej Mławę najechały i złupiły wojska krzyżackie, w mieście wybuchł wielki pożar[8][4]
- 1543 – Zygmunt I Stary potwierdza przywileje dla miasta[9]
- 1545:
  - Mława powiększyła swoje terytorium przez włączenie do miasta części łąk Niemyje[9]
  - przywilej Zygmunta Starego na pobudowanie ratusza[8][4]
- 1550 – prawdopodobnie w tym roku powstał na obecnym wzgórzu cmentarnym drewniany kościół pw. św. Wawrzyńca[8]
- 1564 – lustracja miasta wymienia 429 domów[4]
- 1572–1573 – epidemia dżumy, zmarło 1300 osób[8][4][11]
- Pod koniec XVI w. Janusz Grabowski wykupił wójtostwo Mławy z rąk prywatnych[12]
- 1659 – wojska szwedzkie spaliły Mławę[8][4]
- 1661–1662 – epidemia dżumy[8][4]
- 1692 – 23 listopada wielki pożar strawił prawie całe miasto włącznie z kościołem i ratuszem[8][4][13]
- 1708–1712 – epidemia dżumy[8][4][11]
- 1730 – powstanie na mocy przywileju Augusta II cechu oraczy[9]
- 1764 – Mława staje się starostwem grodowym na skutek decyzji sejmu koronnego[9][8][4]. Do starostwa należą wsie: Modła, Nowa Wieś, Wola i Mławka[potrzebny przypis]
- 1765 – według lustracji miasto liczy 85 domów[potrzebny przypis]
- 1776 – 19 września kolejny wielki pożar[4][14] niszczy pięć ulic i ratusz[15][16][13]
- 1782 – zakończenie odbudowy spalonego ratusza[8]
- 1795 – Mława przechodzi pod panowanie Prus (III rozbiór Polski)[8]
- 1797 – władze zaborcze zorganizowały getto żydowskie[8]
- 1805 – powstała pierwsza apteka[8]
- 1807 – Mława została włączona do Księstwa Warszawskiego[8]
- 1815 – Mława została włączona do Królestwa Polskiego[8]
- 1824 – zwiększenie terytorium miasta przez włączenie w jego skład przedmieść Zabrody[9]
- 1837 – epidemia cholery[8], powstanie powiatu mławskiego[17]
- 1856 – powstaje szpital[8][4]
- 20.02.1864 – potyczka w czasie powstania styczniowego[18]
- 1869 – popowstaniowe represje, carskie władze zamykają szkołę powiatową[8][19]
- 1877 – oddanie do użytku linii kolejowej, dworca, powstają komora celna i warsztaty kolejowe[8]
- 1881 – powstanie ochotniczej straży pożarnej[8][4]
- 1898 – epidemia cholery[8]
- 1905 – strajki kolejarzy i młodzieży szkolnej[17]
- 1906:
  - otwarcie Szkoły Handlowej (siedmioklasowej, obecnie Liceum Ogólnokształcące nr 1)[8][19]
  - otwarcie pierwszej biblioteki i czytelni[8]
- 1909 – powstała Mławska Spółdzielnia Spożywców[8]
- 1914 (lipiec i sierpień) – miasto na przemian ośmiokrotnie zajmowane przez wojska niemieckie i rosyjskie[8]
- 1917 – powstało gimnazjum żydowskie[8]
- 8–10 sierpnia 1920 – obrona miasta przed bolszewikami[20]

W okresie międzywojennym w miejscowości istniała placówka Straży Celnej „Mława”.
- 1923 – data założenie Miejskiego Klubu Piłkarskiego – Mławianka Mława[potrzebny przypis]
- 1925 – została uruchomiona elektrownia miejska[8]
- 1929 – 8 grudnia otwarcie Muzeum Regionalnego[8]
- 1930 – w Mławie złożył wizytę prezydent Ignacy Mościcki[8]
- 1939 – II wojna światowa[8] (miasto ma ok. 20 tys. stałych mieszkańców)
  - 1–3 września bitwa pod Mławą[8]

Mława została przyłączona do Rzeszy Niemieckiej
- 1940 – utworzenie w grudniu getta dla ludności żydowskiej[22]. Zajmowało ono obszar w rejonie ulic: Warszawskiej, Długiej, Płockiej, Zduńskiej i Szewskiej[22].
- do 1942 – likwidacja getta (listopad)[22]. Wymordowanie przez Niemców 6500 mławskich Żydów[23]
- 1945 – 18 stycznia Niemcy zamordowali w żwirowni na Kalkówce pod Mławą 364 osoby[8]
- 1945 – 18 stycznia początek bitwy o Mławę między wojskami III Rzeszy a Związku Radzieckiego
- 1945 – 19 stycznia zdobycie Mławy przez Armię Czerwoną i zakończenie niemieckiej okupacji miasta
- 1945 – 3 czerwca oddział podziemia niepodległościowego Wiktora Zacheusza Nowowiejskiego rozbił miejscowy Powiatowy Urząd Bezpieczeństwa Publicznego i uwolnił więźniów[24]
- 1958 – uruchomienie zakładów obuwniczych, powstanie Towarzystwa Miłośników Ziemi Mławskiej[17]
- 1962 – powstanie zakładów mleczarskich i proszkowni mleka[17]
- 1968 – uruchomienie zakładów mięsnych[17]
- 1968 – władze miasta nadały tytuł Honorowego Obywatela Mławy płk Siemionowi Cyplenkowi[25]
- 1971 – powstają zakłady urządzeń dźwigowych[17]
- 1975 – likwidacja powiatu mławskiego[17]
- 1985 – w Mławie uroczystą wizytę złożył przedstawiciel stolicy apostolskiej arcybiskup Luigi Poggi[8]
- 1987 – powstała parafia Matki Bożej Królowej Polski[8]
- 1991 – pogrom mławski[26]
- 1999 – Mława po raz kolejny stała się miastem powiatowym[8]
- 2003 – 12 października Rada Miejska w Mławie nadała tytuł Honorowego Obywatela miasta Mławy papieżowi Janowi Pawłowi II[27][8]
- 2004 – 1 stycznia przyłączono do granic administracyjnych Mławy wsie Piekiełko i Krajewo[8]
- 2013 – 31 sierpnia Mławę odwiedził Prezydent RP Bronisław Komorowski z okazji bitwy pod Mławą[28]
- 2014 – 10 października uruchomiona została Mławska Komunikacja Miejska[29].

Najstarsze ślady osadnictwa w Mławie, datowane na przełom XIII i XIV w., odkryto w rejonie obecnego rynku oraz na przedmieściach Kozielsk i Zabrody. W rejonie obecnego Starego Rynku przed rokiem 1491 istniała osada przedlokacyjna. Miała ona charakter targowy. Odbywały się tutaj sądy książęce.
W chwili lokacji Mława leżała w północnej części Mazowsza, przy granicy z ówczesnym państwem zakonu krzyżackiego. W średniowieczu przez tereny Zawkrza, na którym leży Mława, przebiegały szlaki handlowe łączące wschodnie Mazowsze z Wielkopolską, a także Warszawę z Państwem Krzyżackim. Znaczenie tych ostatnich stało się istotne zwłaszcza na początku XV w.
Pierwszy wczesnośredniowieczny gród na terenie obecnej Mławy (w Kozielsku) powstał z powodu pobliskich dróg oraz obronnego charakteru miejsca. Wykopaliska wskazują, że szlaki te funkcjonowały już w XII-XIII w. Szacuje się, że obecny układ drogowy pokrywa się z przedlokacyjną siecią dróg.
Przygraniczne położenie na szlakach handlowych okazało się korzystne dla rozwoju miasta. Jego mieszkańcy zajmowali się handlem, głównie bydłem z Rusi. Miasto wielokrotnie otrzymywało przywileje handlowe. Wytyczony w czasie lokacji stosunkowo duży rynek targowy (120 × 145 m) potwierdza handlowy charakter miasta. W 1477 r. na rynku wybudowano kościół, w 1545 r. król Zygmunt Stary wydał miastu prawo do zbudowania ratusza, który również powstał w przestrzeni rozległego rynku.
Mława od roku 1495 jako jedno z trzech miast powiatowych ziemi zawkrzeńskiej wchodziła w skład Mazowsza Płockiego jako dobra królewskie. Siedzibę starosty stanowił nieistniejący już budynek w rejonie obecnej Lelewelówki. Miasto liczyło wtedy około 2500 mieszkańców, z których 60% zatrudnionych było w blisko 250 zakładach rzemieślniczych, skupionych w 12 cechach. Głównymi źródłami dochodów były jarmarki oraz produkcja i eksport do Gdańska piwa, do cechu piwowarów należało 120 mieszkańców. W 1564 r. w Mławie było 429 domów.
Przez liczne pożary i epidemie dżumy Mława straciła w wiekach XVII i XVIII znaczenie. Stan ten trwał do połowy XVIII w. Przykładowo w 1616 r. liczba domów spadła do 320, w 1664 r. do zaledwie 45 (liczba ludności to jedynie 20 rzemieślników).
W Mławie po raz pierwszy epidemię dżumy odnotowano w źródłach w latach 1572–1573. W ciągu roku liczba mieszkańców miasta i podmiejskiej wsi Modły spadła o połowę: zmarło ok. 1300 osób, czyli więcej niż połowa mieszkańców. Urzędnik spisujący stan inwentarza (dóbr miejskich w 1573 roku) tymi słowami podsumował skutki epidemii: „Powietrzem ludzi wymarło w miasteczku i we wsi Modle wiele ultra 1300. Drudzy głodem umarli i nędznieli bardzo”.
W 1689 roku o stosowanie czarów zostały oskarżone Marianna Kukulina i Zofia Rzeszotarska; w procesie sądowym zostały skazane na śmierć poprzez spalenie na stosie, wyrok wykonany został na tzw. „szubienicznej górze”.
Pożar w 1692 roku wybuchł w niedzielę 23 listopada, nieznane są jego przyczyny. Ogień został przeniesiony na stojący samodzielnie murowany ratusz i kościół parafialny, których nie udało się odizolować od płomieni. Oba budynki doszczętnie spłonęły. W późniejszych aktach wizytacyjnych zanotowano, że z mławskiej świątyni, zbudowanej w stylu gotyckim, pozostały wypalone mury i fundamenty. Gwałtowność pożaru spowodowała, że z dymem poszły drewniane ołtarze, obrazy czy organy z początku XVIII. Uratowano jedynie barokowe tabernakulum oraz znajdujące się w skarbcu księgi metrykalne i miejskie. Jan III Sobieski zwolnił miasto od płacenia podatków na kilka lat.
W roku 1764 ponownie ustanowiono w mieście przez sejm koronny starostwo grodowe; miasto stało się siedzibą administracyjną i sądowniczą ziemi zawkrzeńskiej. Liczba domów w mieście wynosiła wówczas 85.
Za Stanisława Augusta Poniatowskiego odbudowano ratusz, wybudowano na rynku cztery studnie. Rozwój miasta został zahamowany przez rozbiory Polski (Mława znalazła się w Prusach) i pożar z roku 1783, w którym spłonęły niemalże wszystkie domy.
W 1840 r. w Mławie przywrócono zarówno siedzibę powiatu, jak i sądu okręgowego. Dodatkowo w mieście, ponownie znów przygranicznym, powstała komora celna, powstały: szpital (1856), spichlerz (1860), synagoga (1856), zbór ewangelicki (1870) i cerkiew (1879), rozbudowano także kościół parafialny (1882–1886). Rozwój istotnie przyspieszył wraz z wybudowaniem w sąsiedztwie Mławy linii Kolei Nadwiślańskiej (stacja kolejowa na Wólce). W centrum miasta, w rejonie Nowego Rynku powstała siedziba ochotniczej straży pożarnej (1881). Wokół placu oraz w centralnej części miasta powstawały nowe murowane kamienice, głównie w stylu secesyjnym. W 1905 r., na północ od rynku, wybudowano halę targową. Liczba ludności wzrosła do 8 tysięcy. Pod koniec XIX w. w Mławie były trzy place targowe: Stary Rynek z ratuszem i kościołem, Nowy Rynek oraz trzeci, zwany Zielonym. W mieście handlowano głównie zbożem oraz wełną.
Na początku XX w. Mława liczyła 15 tysięcy mieszkańców i około 600 domów. 120 z nich było murowanych. Mława stała się najbogatszym miastem północnego Mazowsza. W 1917 r. Wólka formalnie została włączona w granice administracyjne Mławy. W 1921 r. liczba mieszkańców wzrosła do 17 tysięcy.
W 1928 roku burmistrzem był Feliks Wieciński, odznaczony Złotym Krzyżem Zasługi za „zasługi w pracy społecznej i samorządowej”.

Mława należała do najbardziej kulturalnych żydowskich miasteczek w Polsce. Ta mała żydowska gmina wydała kilka pokoleń żydowskiej inteligencji.

II wojna światowa spowodowała zniszczenie 67% zabudowy.
Po wojnie miasto dynamicznie się rozwijało, do 2001 roku liczba mieszkańców wzrosła do ponad 31 tysięcy osób.

## Demografia
Dane z 31 grudnia 2004:
| Opis                              | Ogółem | Ogółem | Kobiety | Kobiety | Mężczyźni | Mężczyźni |
| --------------------------------- | ------ | ------ | ------- | ------- | --------- | --------- |
| Jednostka                         | osób   | %      | osób    | %       | osób      | %         |
| Populacja                         | 30 957 | 100    | 16 178  | 52,6    | 14 779    | 47,4      |
| Gęstość zaludnienia [mieszk./km²] | 890,0  | 890,0  | 464,8   | 464,8   | 424,6     | 424,6     |

Dane z 31 grudnia 2015:
| Opis      | Ogółem | Ogółem | Kobiety | Kobiety | Mężczyźni | Mężczyźni |
| --------- | ------ | ------ | ------- | ------- | --------- | --------- |
| jednostka | osób   | %      | osób    | %       | osób      | %         |
| populacja | 31 030 | 100    | 16 253  | 52,3    | 14 777    | 47,7      |

- Piramida wieku mieszkańców Mławy w 2014 roku[37].

## Gospodarka

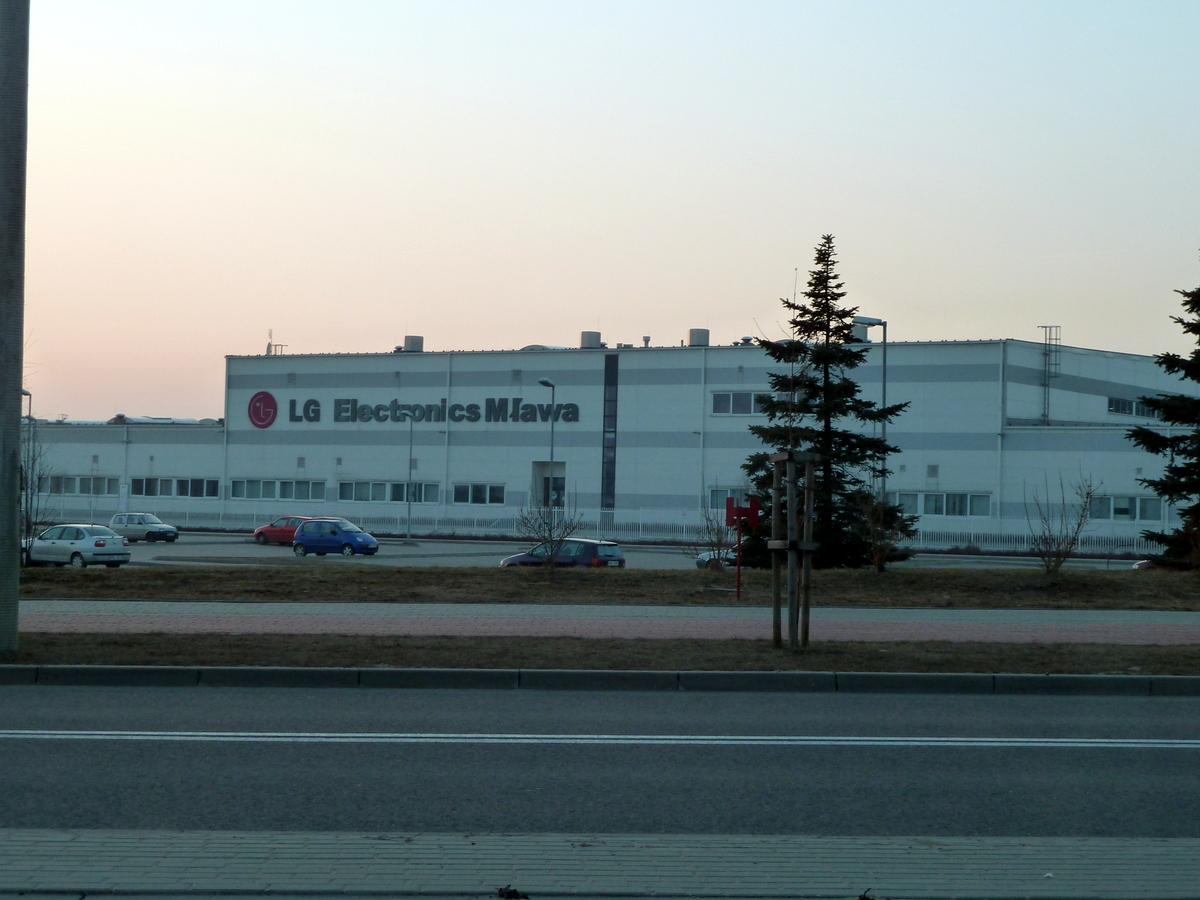
LG Electronics w Mławie

Miasto już za czasu socjalizmu nabyło tradycję przemysłu elektronicznego poprzez zakład UNITRY, które to wraz z przemianami ustrojowymi, przestały istnieć. Następnie w latach dziewięćdziesiątych powstał CURTIS Zbigniewa Niemczyckiego produkujący telewizory. W 1999 r. fabrykę kupiło LG, którą to rozbudowało i zwiększyło zatrudnienie. Dzisiaj w zakładzie produkuje się telewizory najnowszej generacji i urządzenia mobilne tej marki. Poza tym drugim pracodawcą pod względem zatrudnienia jest ubojnia drobiu Wipasz.
Oba zakłady znajdują się w Dzielnicy Przemysłowej miasta. Oprócz tego w mieście działają mali producenci obuwia, wędlin, zakład produkujący windy.

## Transport
W Mławie funkcjonuje Mławska Komunikacja Miejska (MKM), kiedyś zarządzana przez nieistniejące już przedsiębiorstwo PKS Mława, swego czasu jedną z największych firm tego typu w województwie mazowieckim, teraz przez Urząd Miasta. MKM posiada 4 linie: 1, 2, 3 oraz 4. Autobusy kursują przez cały rok. Mieszkańcy korzystają z niej za darmo dzięki „Karcie Mławiaka”.
W Mławie znajdują się dwa dworce kolejowe:
- Mława Miasto – gdzie zatrzymują się pociągi Kolei Mazowieckich oraz pociągi kategorii: TLK/IC.
- Mława – gdzie zatrzymują się pociągi Kolei Mazowieckich. Obok stacji znajduje się stacja końcowa Mławskiej Kolei Dojazdowej – Mława Wąskotorowa.

Przez Mławę przebiegają drogi wojewódzkie:
- 544 Brodnica – Działdowo – Mława – Przasnysz – Ostrołęka;
- 563 Rypin – Żuromin – Mława;
- 587 Mława – Strzegowo;
- 615 Mława – Ciechanów;

a także drogi powiatowe o numerach: 351, 303, 312, 320, 352. Od wschodu miasto omija droga ekspresowa S7.
W 2012 r. otwarto oficjalnie sanitarne lądowisko Mława-Szpital.

## Architektura

### Zabytki

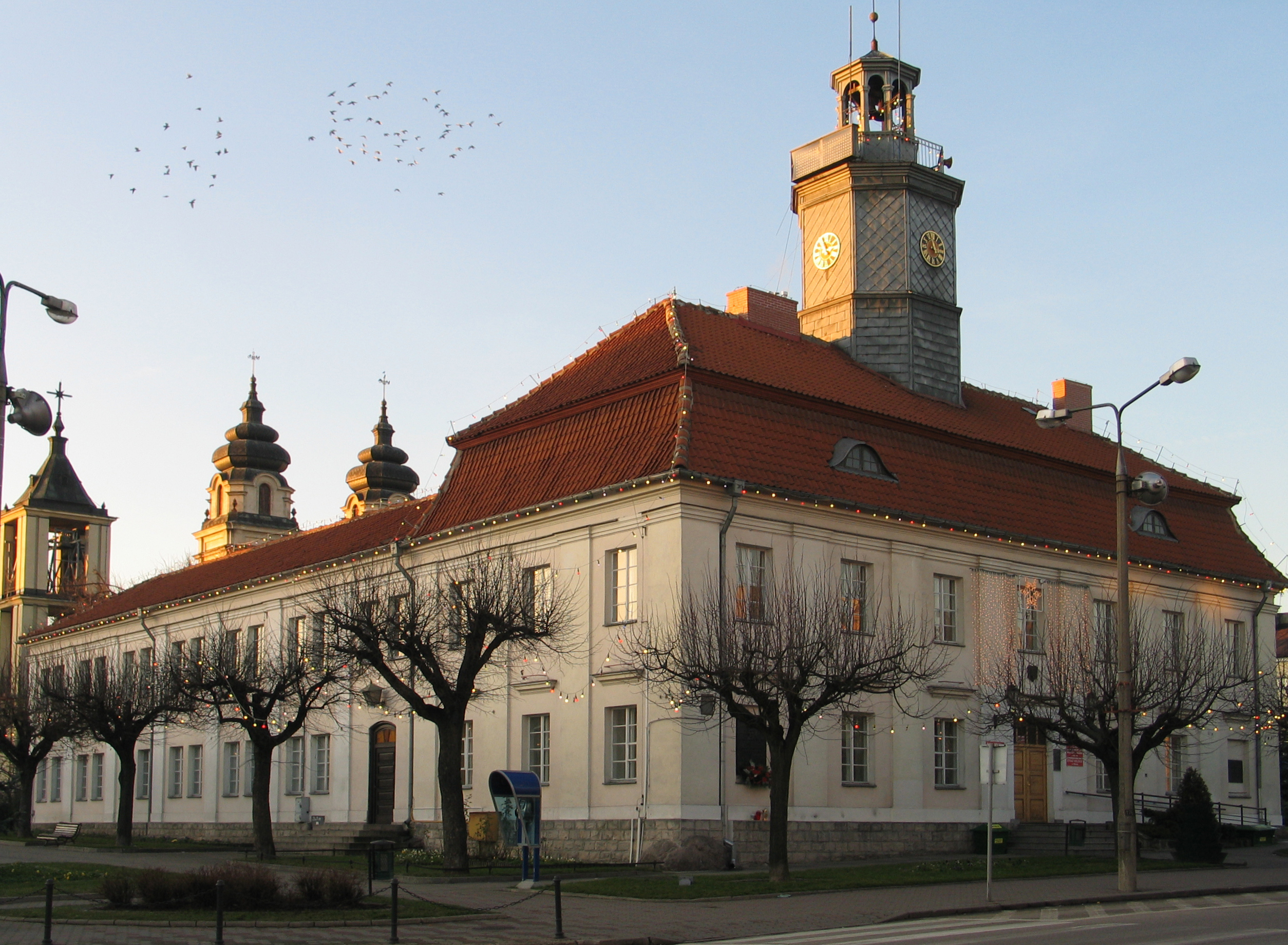
Ratusz

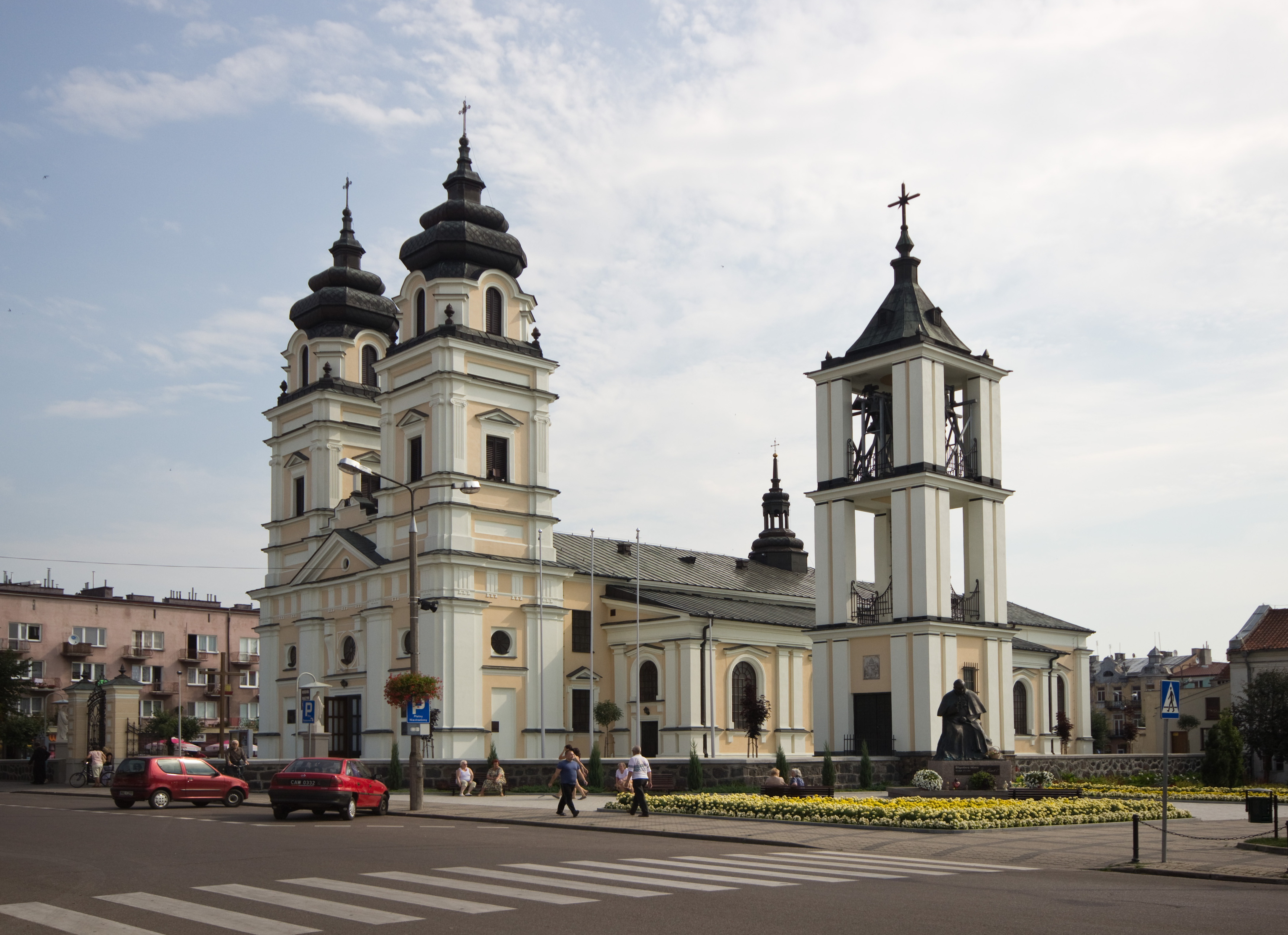
Kościół farny św. Trójcy

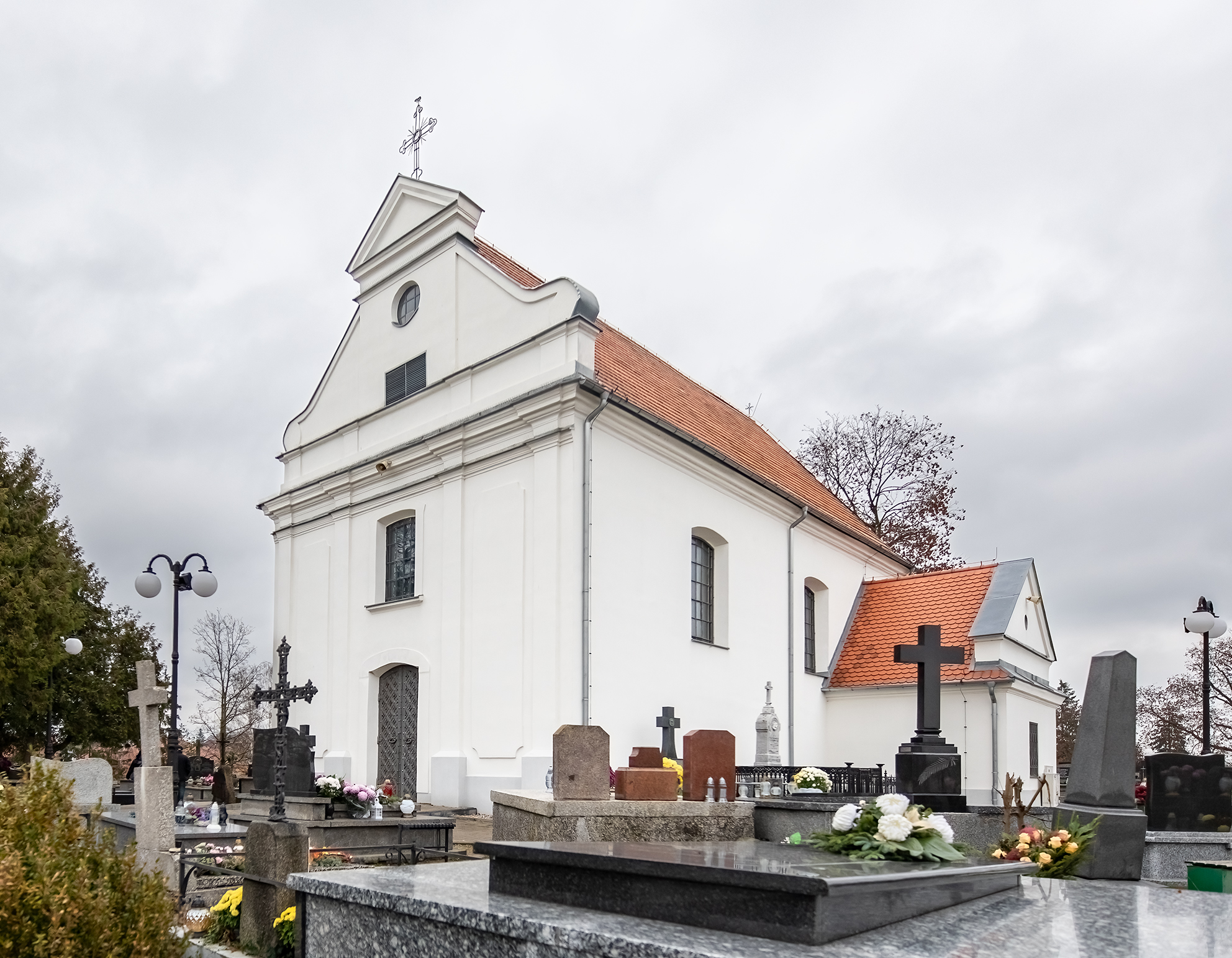
Kościół cmentarny pw. św. Wawrzyńca

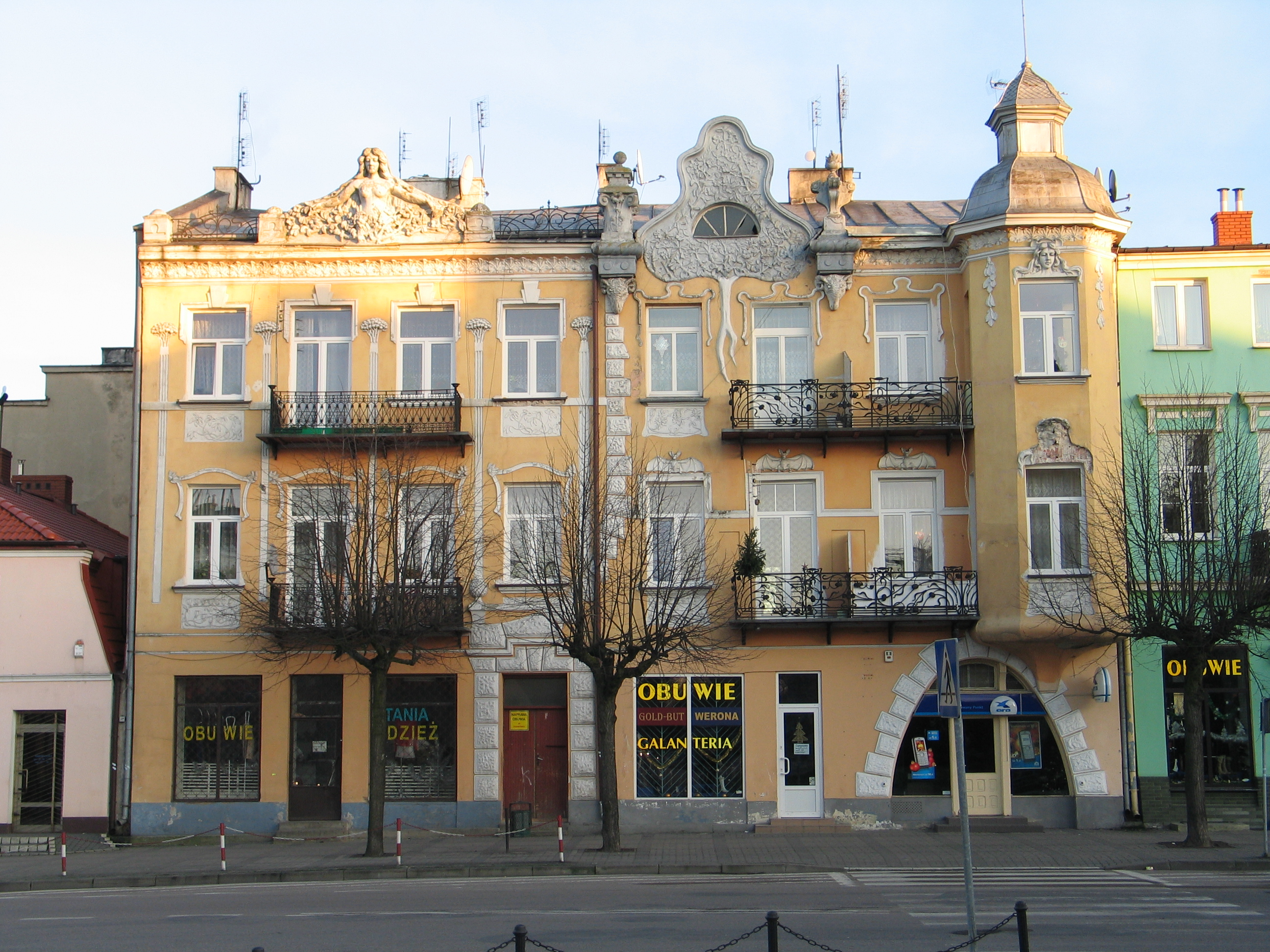
Kamienica secesyjna, Stary Rynek

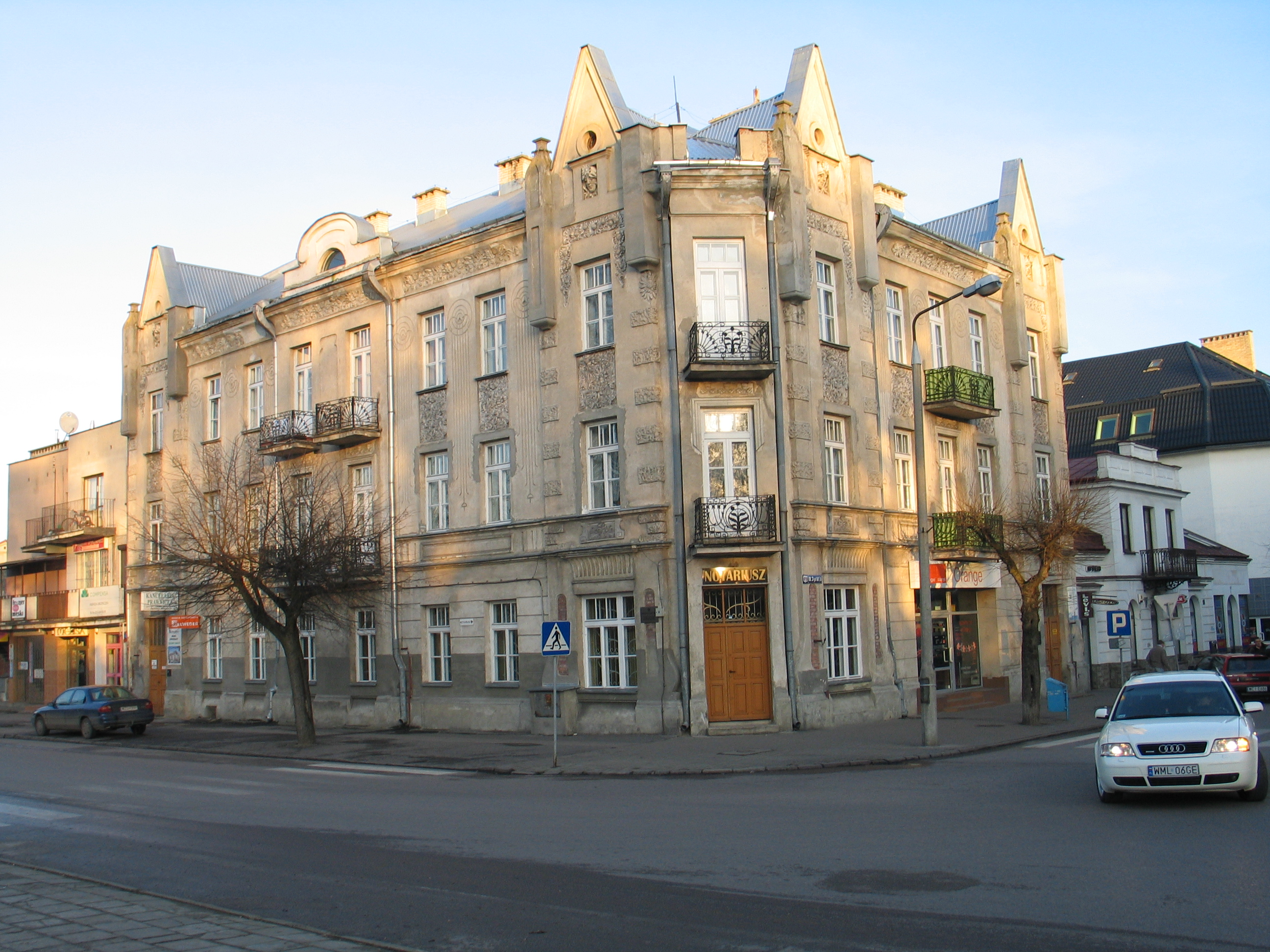
Kamienica secesyjna, narożnik ulic Stefana Żeromskiego i 3 Maja

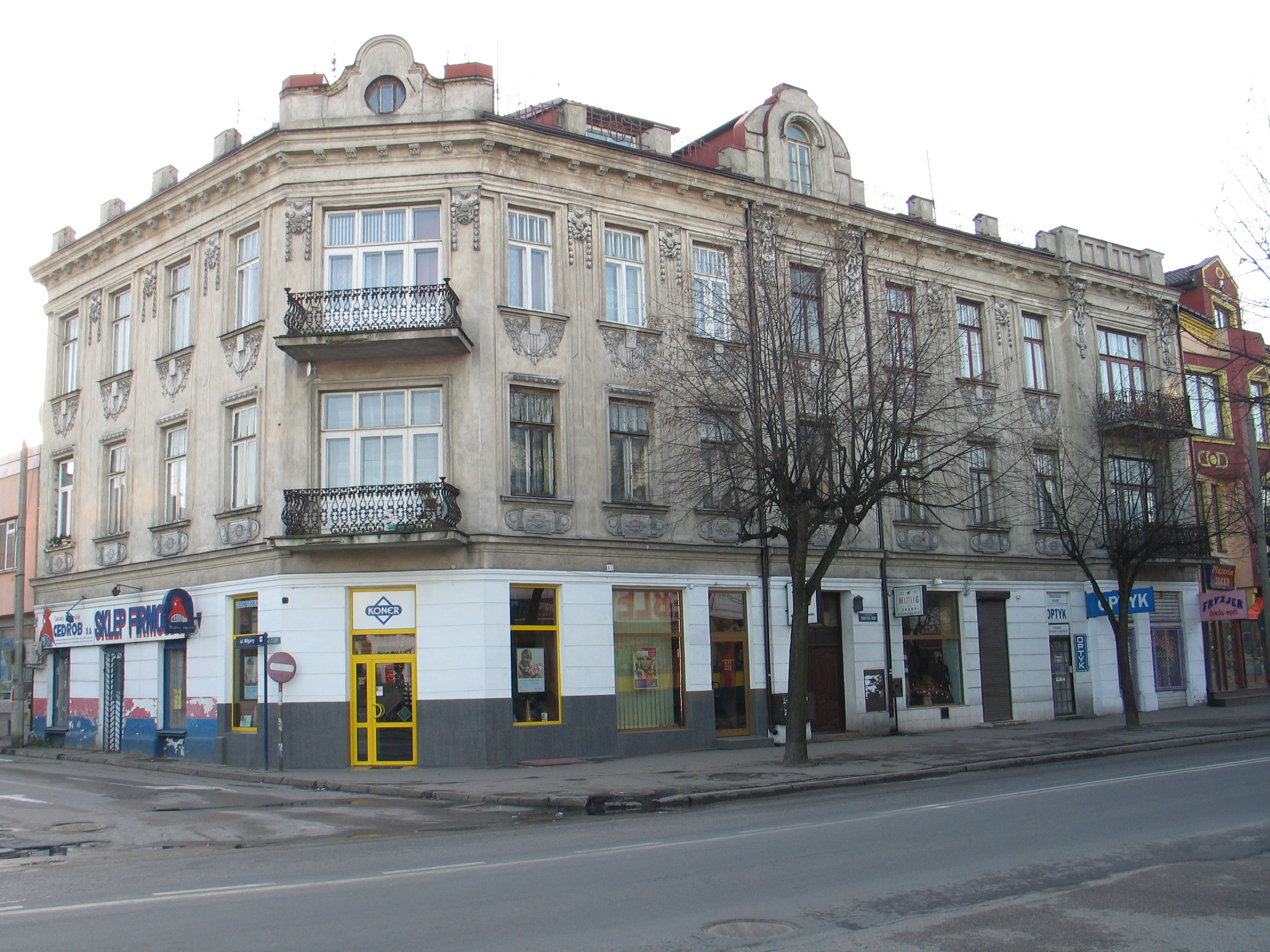
Kamienica secesyjna przy ul. Franciszka Żwirki

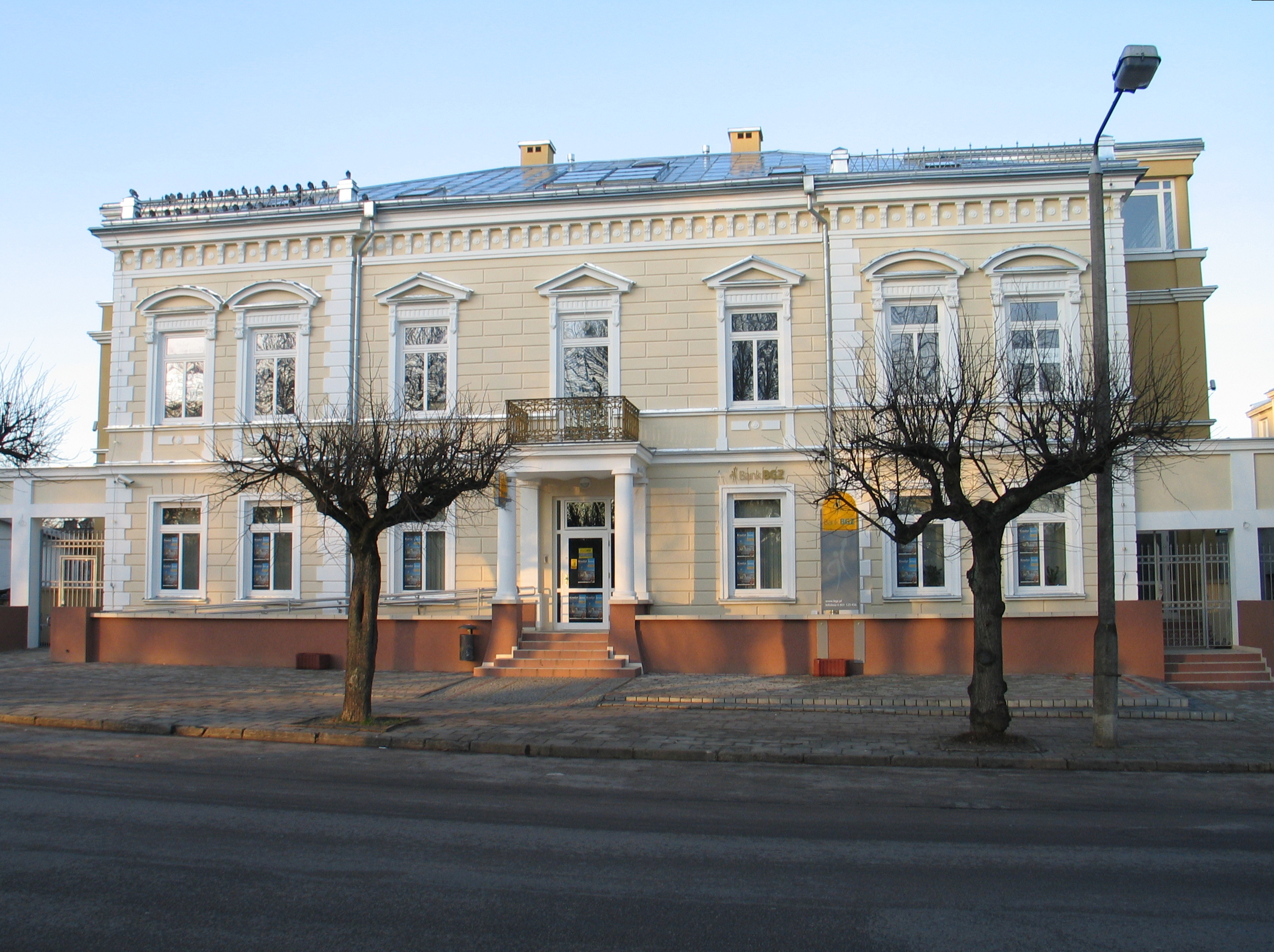
Kamienica secesyjna, ul. Władysława Reymonta (mieści placówkę banku)

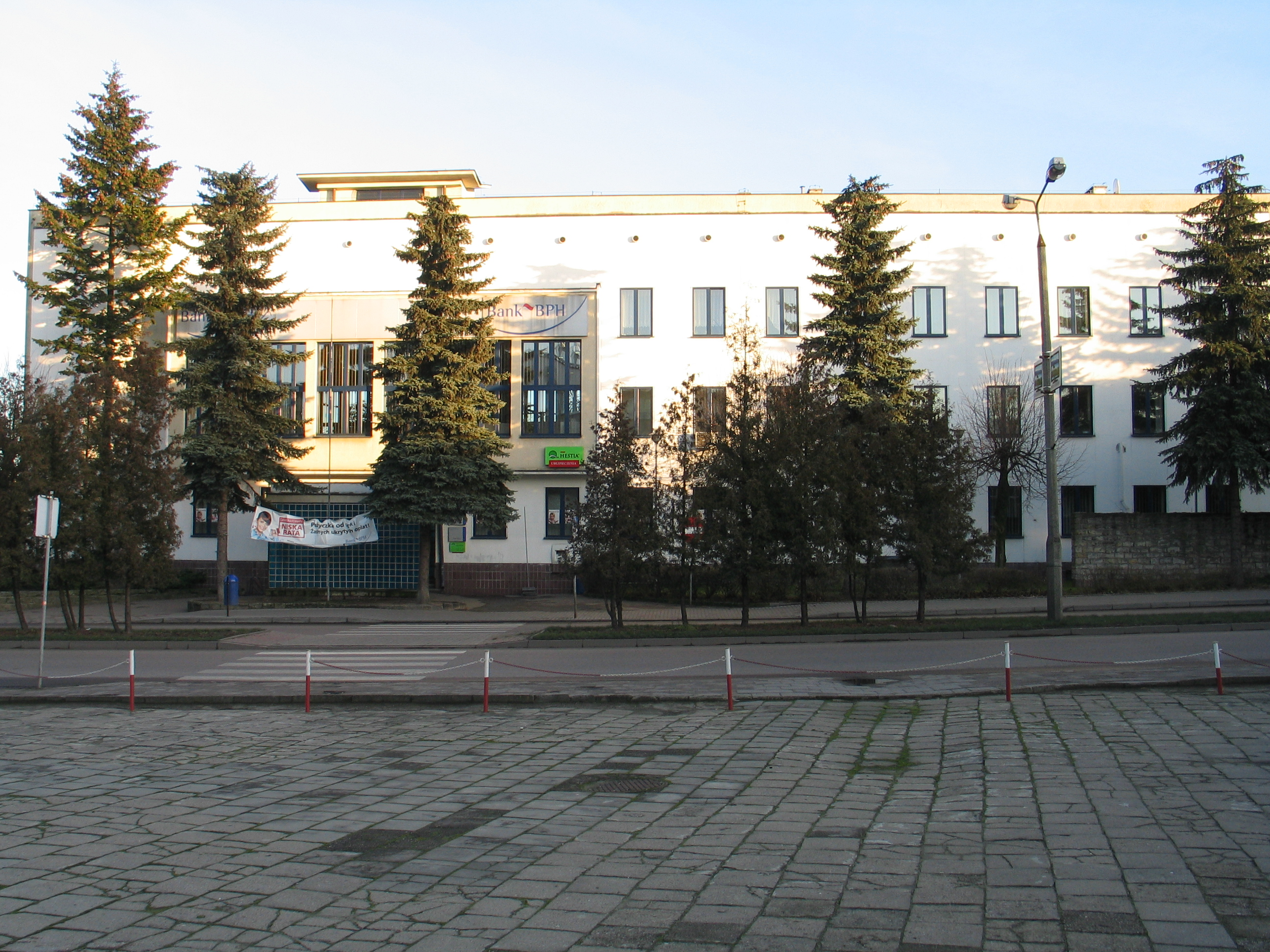
Modernistyczny budynek, ówcześnie oddziału Banku Polskiego (zbud. w l. 30 XX wieku), ul. Joachima Lelewela 6

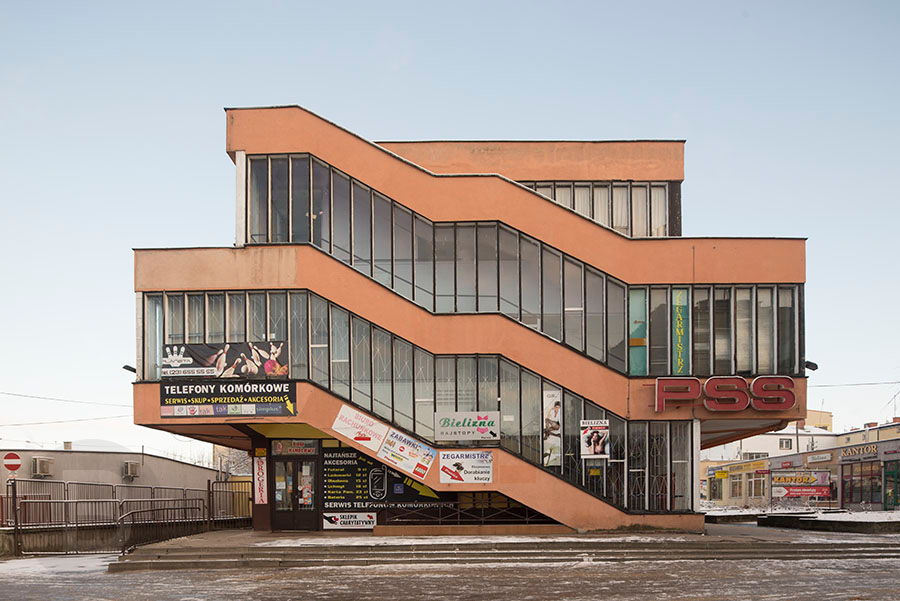
Modernistyczny Dom Handlowy w Mławie ul. Bolesława Chrobrego 7

- Kościół parafialny pw. św. Trójcy – wybudowany prawdopodobnie w 1477 r.[8] pierwotnie w stylu gotyckim[potrzebny przypis]. Po pożarze z 1692 roku został odnowiony w stylu barokowym w latach 1712–1719[potrzebny przypis]. Powiększony i całkowicie przebudowany w latach 1882–1886 w stylu stylu neobarokowym poprzez dostawienie naw bocznych i wież frontowych[40]. Pozostałościami po pierwotnym założeniu gotyckim są ściany prezbiterium z oknem nad ołtarzem, łuk tęczowy oddzielający prezbiterium od nawy głównej i widoczna za ołtarzem bocznym w prawej nawie przypora zewnętrzna znajdująca się obecnie wewnątrz świątyni.
- Kościół pw. św. Wawrzyńca – 1786 r. na wzgórzu cmentarnym, późnobarokowy z klasycyzującą elewacją frontową. Wcześniejsza od kościoła zakrystia sklepiona kolebkowo–krzyżowo powstała w 2 poł. XVI wieku z fundacji mieszczan mławskich braci Zagórnych: Marcina i Andrzeja kanonika gnieźnieńskiego. W 1550 roku powstał kolejny kościół drewniany, a w 1786 obecny murowany[41].
- Ratusz miejski – odbudowany pod koniec XVIII w.[8] Z wieży ratuszowej odgrywany jest codziennie o 12:00 hejnał Mławy[42][43].
- Spichlerz „Lelewelówka” drewniany z XVIII w., jedyna pozostałość po zabudowaniach starościńskich, czasami zwyczajowo zwanych zamkiem.
- Kamienice z elementami dekoracji secesyjnych z początku XX w.
- Pomnik Obrońcom Mławy upamiętniający bitwę pod Mławą w 1939 r.
- Pozycja Mławska – linia polskich fortyfikacji wybudowanych w przeddzień II wojny światowej. W skład obiektu wchodzi 55 schronów żelbetowych, pozostałości budowli ziemno drewnianych i okopów. Pozycja Mławska była główna areną bitwy pod Mławą.
- Więzienie powiatowe wybudowane w 1889 roku, obecnie siedziba Oddziału w Mławie Archiwum Państwowego w Warszawie.
- Hala Targowa z 1912 roku wybudowana według projektu miejskiego architekta Stefana Usakiewcza.
- Spichlerz Obywatelski przy ulicy Długiej, wybudowany w latach sześćdziesiątych XIX wieku, obecnie supermarket i dom handlowy.
- Park miejski im. Józefa Piłsudskiego, założony w 1897 roku jako ogród spacerowy, powstał z poszerzenia ogrodu przy cerkwi prawosławnej. Przez mieszczan zwany „Salonem Mławy”. Po II wojnie światowej nazwany im. J. Stalina, a od 1956 do 2017 im. Dąbrowszczaków. W parku warto zobaczyć fontannę wykonaną w brązie według projektu autorstwa Andrzeja Borcza przedstawiającą czterech zdunów, legendarnych założycieli miasta i Muławę od której imienia miasto wywodzi swoją nazwę, pomnik Józefa Piłsudskiego, Dąb Niepodległości z tablicą pamiątkową oraz dawną popówkę, jedyną pozostałość po zburzonej cerkwi w tzw. II RP, mieszcząca Urząd Stanu Cywilnego w Mławie.
- Budynek bankowy przy ulicy J. Lelewela 6 (lata trzydzieste XX w.) – przykład architektury modernistycznej (funkcjonalizm), realizacja pracy dyplomowej absolwenta Wydziału Architektury Politechniki Warszawskiej Wacława Olszewskiego (domniemane autorstwo projektu)[44].
- Dom drewniany piętrowy przy ulicy Warszawskiej 51.
- Dom Handlowy w Mławie oddany do użytku w 1963 r.

## Kultura
- Kino „Kosmos”
- Miejski Dom Kultury
- Muzeum Ziemi Zawkrzeńskiej
- Muzeum Juszkiewiczów – prywatne
- Stacja Naukowa im. Stanisława Herbsta
- Galeria Z – pracownia malarska
- Archiwum Państwowe
- Państwowa Szkoła Muzyczna I i II stopnia – sala koncertowa z organami

## Media

### Radio
- Radio 7 – 90,8 MHz

### Telewizja
- TV Mława

### Gazety
- Gazeta Mławska
- Nowy Kurier Mławski

#### Portale internetowe
- Nasza Mlawa
- Codziennik Mławski
- Mława info
- Portal Mława

## Oświata i nauka

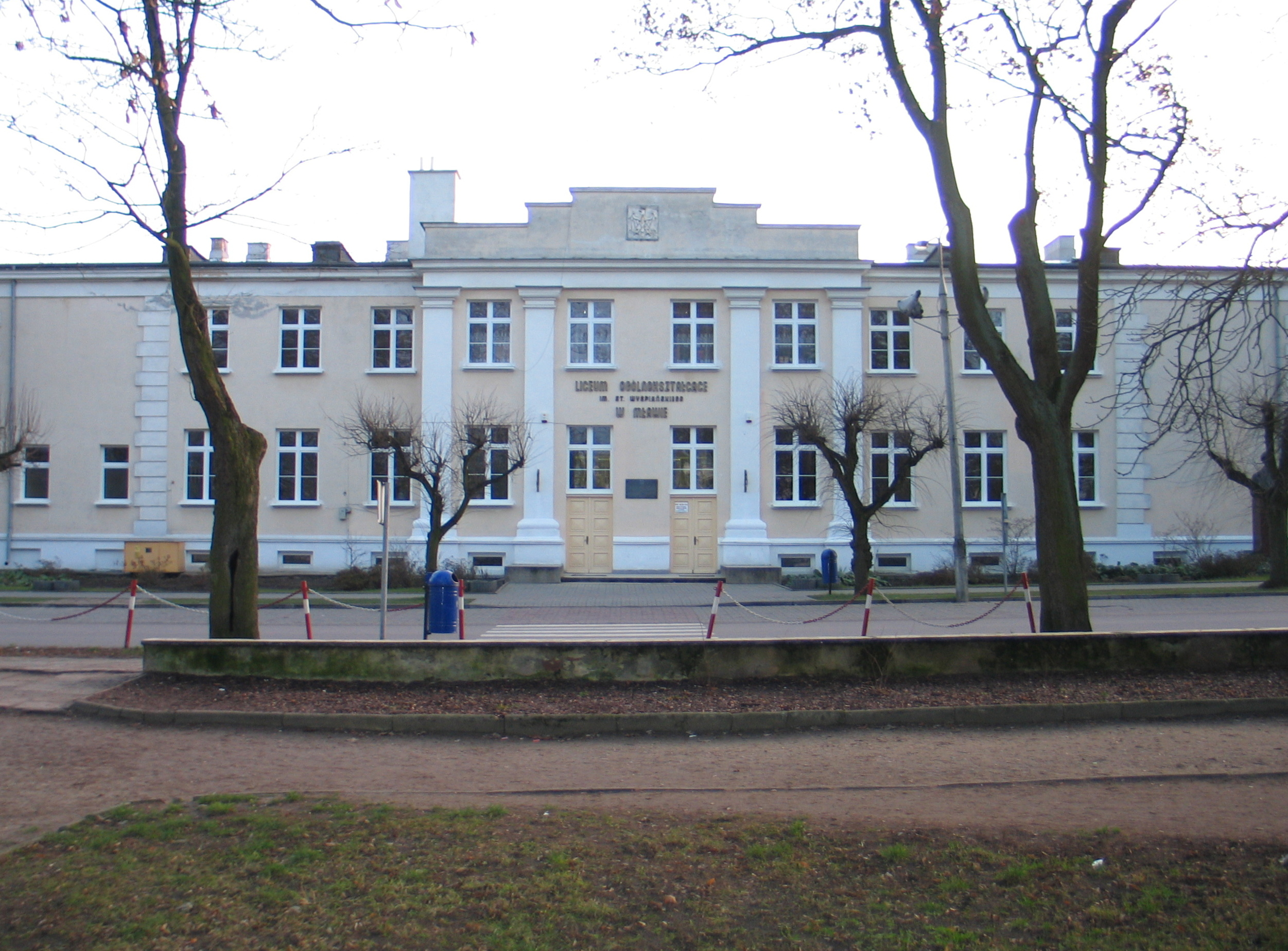
I Liceum Ogólnokształcące przy ul. Wyspiańskiego

Oświata w Mławie ma bogate tradycje historyczne. Zapewnia pełny cykl edukacyjny od żłobka po studia wyższe – zarówno w placówkach publicznych, jak i prywatnych. W Mławie znajduje się 6 szkół podstawowych i 1 podstawowa szkoła specjalna, 4 licea ogólnokształcące i 5 liceów profilowanych i szkół zawodowych. Tę podstawową edukację uzupełniają szkolnictwo artystyczne – szkoła muzyczna I i II stopnia i wyższe – Zamiejscowy Wydział Elektroniki, Dziennikarstwa i Technik Multimedialnych w Mławie Państwowej Wyższej Szkoły Zawodowej w Ciechanowie. Kształci on studentów w kierunkach Elektronika i Telekomunikacja oraz Dziennikarstwo i Komunikacja Społeczna.

## Religia
- Kościół rzymskokatolicki:
  - Parafia Świętej Rodziny[45]

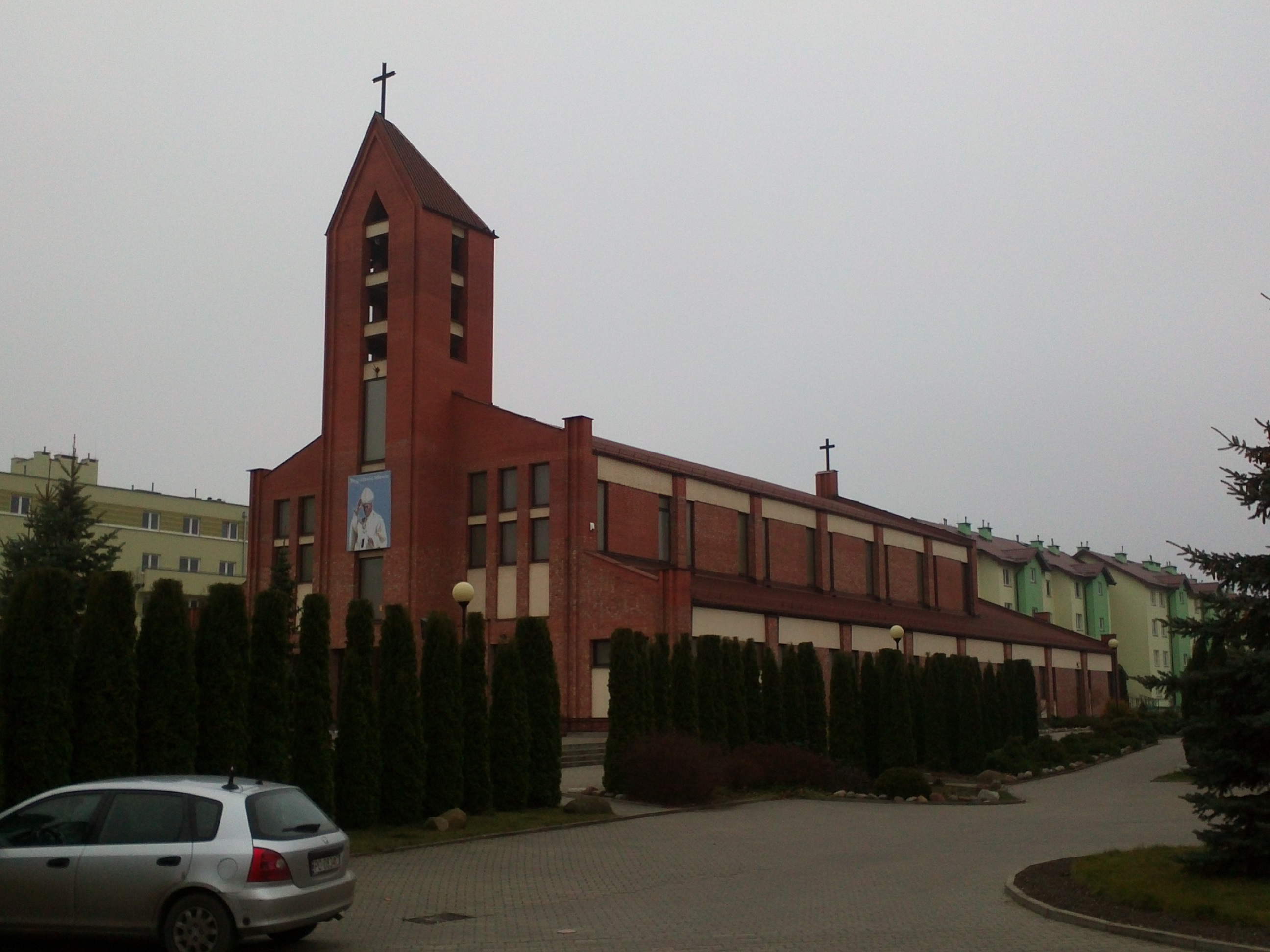
Kościół Matki Bożej Królowej Polski

  - Parafia Matki Boskiej Królowej Polski[46]
  - Parafia św. Jana Kantego[47]
  - Parafia św. Stanisława BM[48]
- Kościoły lokalne:
  - Kościół w Mławie[49]
- Kościół Wolnych Chrześcijan w RP:
  - zbór w Mławie[50]
- Świadkowie Jehowy:
  - zbór Mława (w tym grupa rosyjskojęzyczna; Sala Królestwa: Mławka)[51]

## Sport i rekreacja

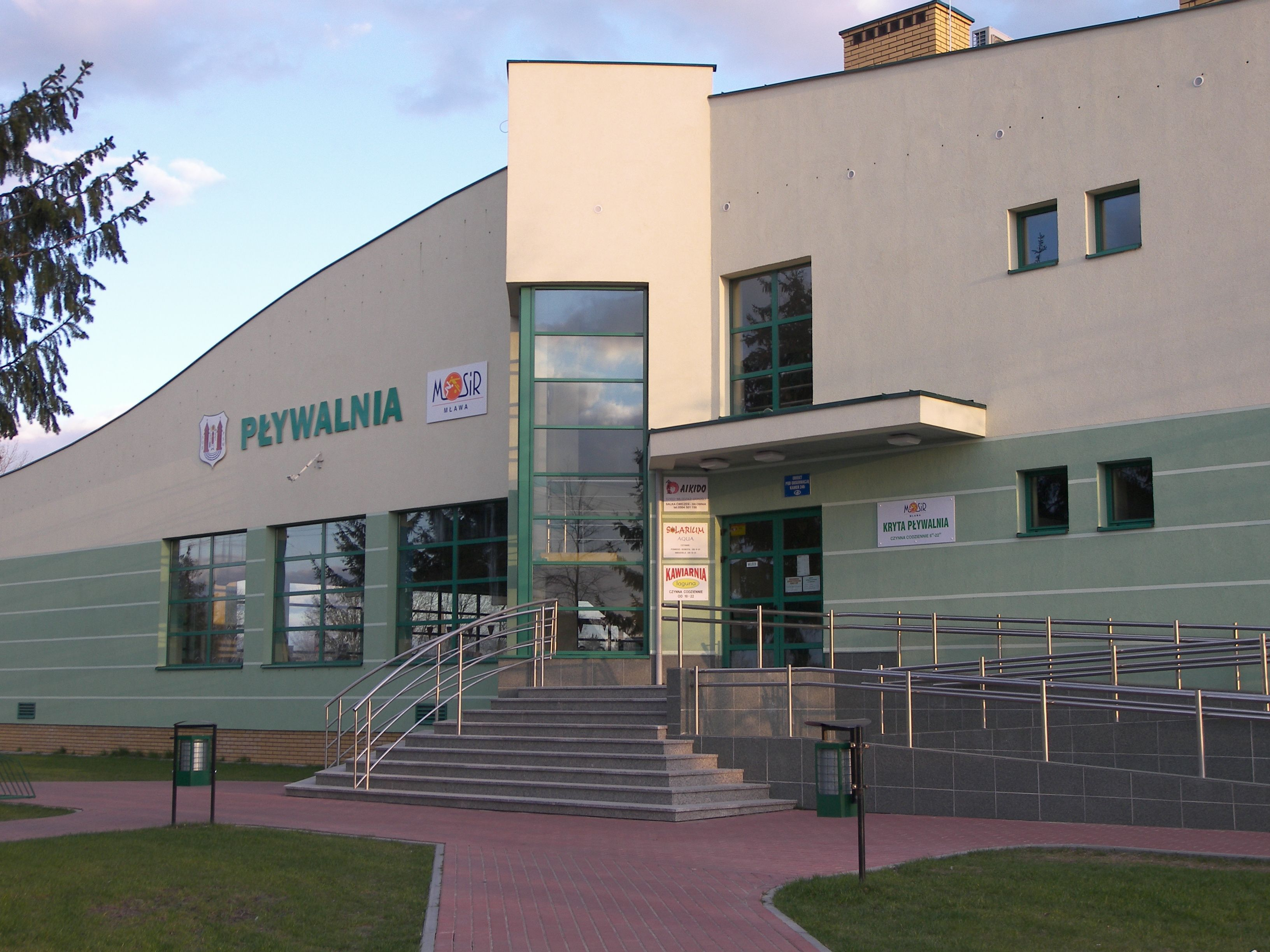
Pływalnia MOSiR

- Stowarzyszenie Sportowo-Rekreacyjne „TEMPO” Mława
- Zalew „Ruda”
- Stadion Miejskiego Ośrodka Sportu i Rekreacji
- Mławska Hala Sportowa
- Klub Sportowy „Mławskie Centrum Tańca” www.taniec.mlawa.pl
- Klub Strzelectwa Sportowego „Kaliber” – w pełni kryta strzelnica sportowa
- Mławska Kolej Dojazdowa (wąskotorowa)
- Korty ziemne „TKiKF Relax”
- Kryty basen
- MKS „Mławianka” Mława
- AZS UWM Mława – siatkówka
- Las miejski – strzelnica sportowa, ścieżka zdrowia, miejsce spacerów
- Park miejski im. Dąbrowszczaków
- Uczniowski klub judo
- 19 sierpnia 2007 miał miejsce w Mławie wyścig rowerowy z serii Mazovia MTB Marathon. Rozegrano też Mistrzostwa Mazowsza w Maratonie MTB
- Klub Pływacki Płetwal Mława

## Współpraca międzynarodowa
Miasta partnerskie:
- Bartoszyce
- Rosienie
- Saverne
- Baranáin
- Castellalto
- Cellino Attanasio
- Cermignano
- Canzano[52]
- Năsăud
- Moscufo
- Kriwa Pałanka
- Viernheim
- Franconville[53]

## Osoby związane z Mławą

### Honorowi obywatele
- Cecylia Dudzińska[54]
- Zbigniew Niemczycki[55]
- Lech Wałęsa[56]
- Ignacy Mościcki[57]
- Jan Paweł II[27]
- Kombatanci – weterani bitwy pod Mławą (łącznie 125 osób)[58]
- Ryszard Juszkiewicz[59]

## Odznaczenia
- Order Krzyża Grunwaldu II klasy (1979)[60]